# Notgeld

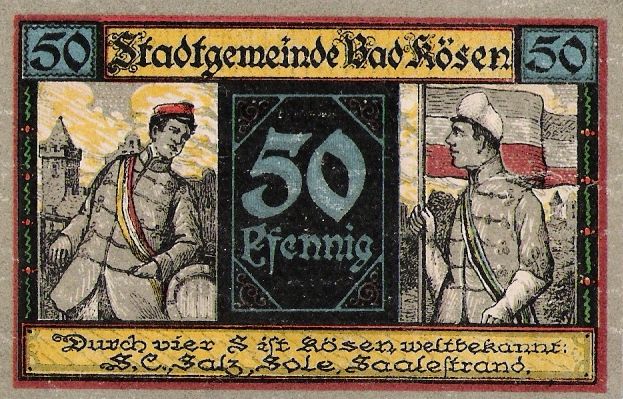
50-Pfennig-Schein (Bad Kösen, 1921)

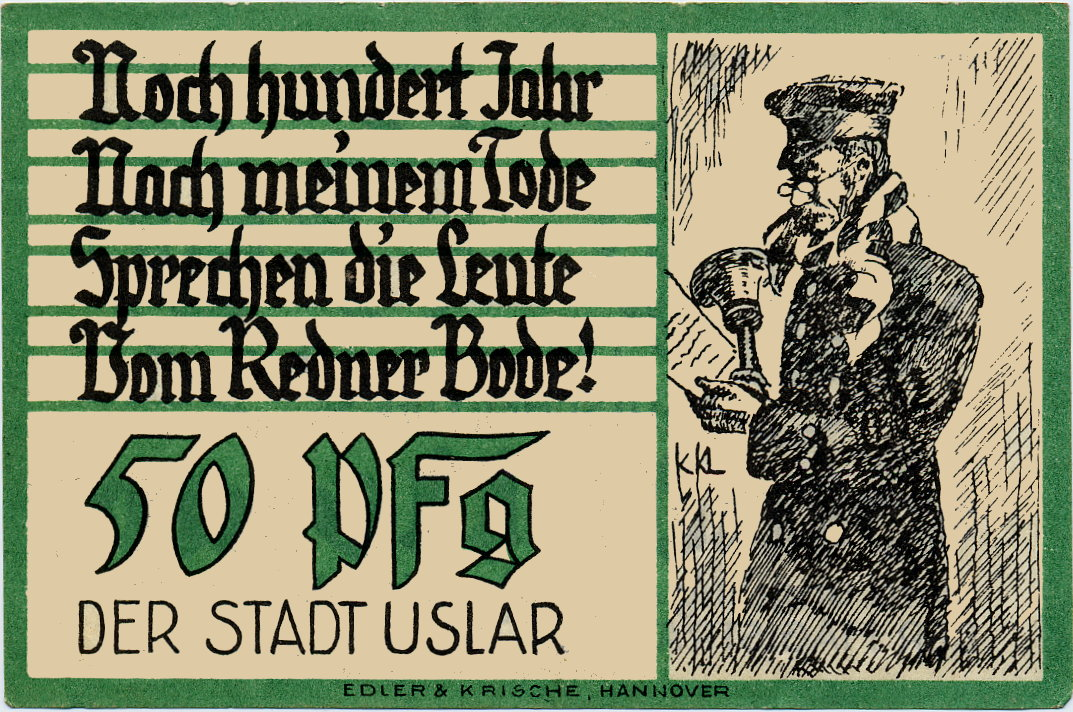
50-Pfennig-Schein (Uslar, 1921/22)

Notgeld ist ein aus einer Mangelsituation entstandener Geldersatz, der fehlende gesetzliche Zahlungsmittel ersetzt und von Staaten, Gemeinden oder privaten Unternehmen herausgegeben wird.

## Funktion und Erscheinungsbild

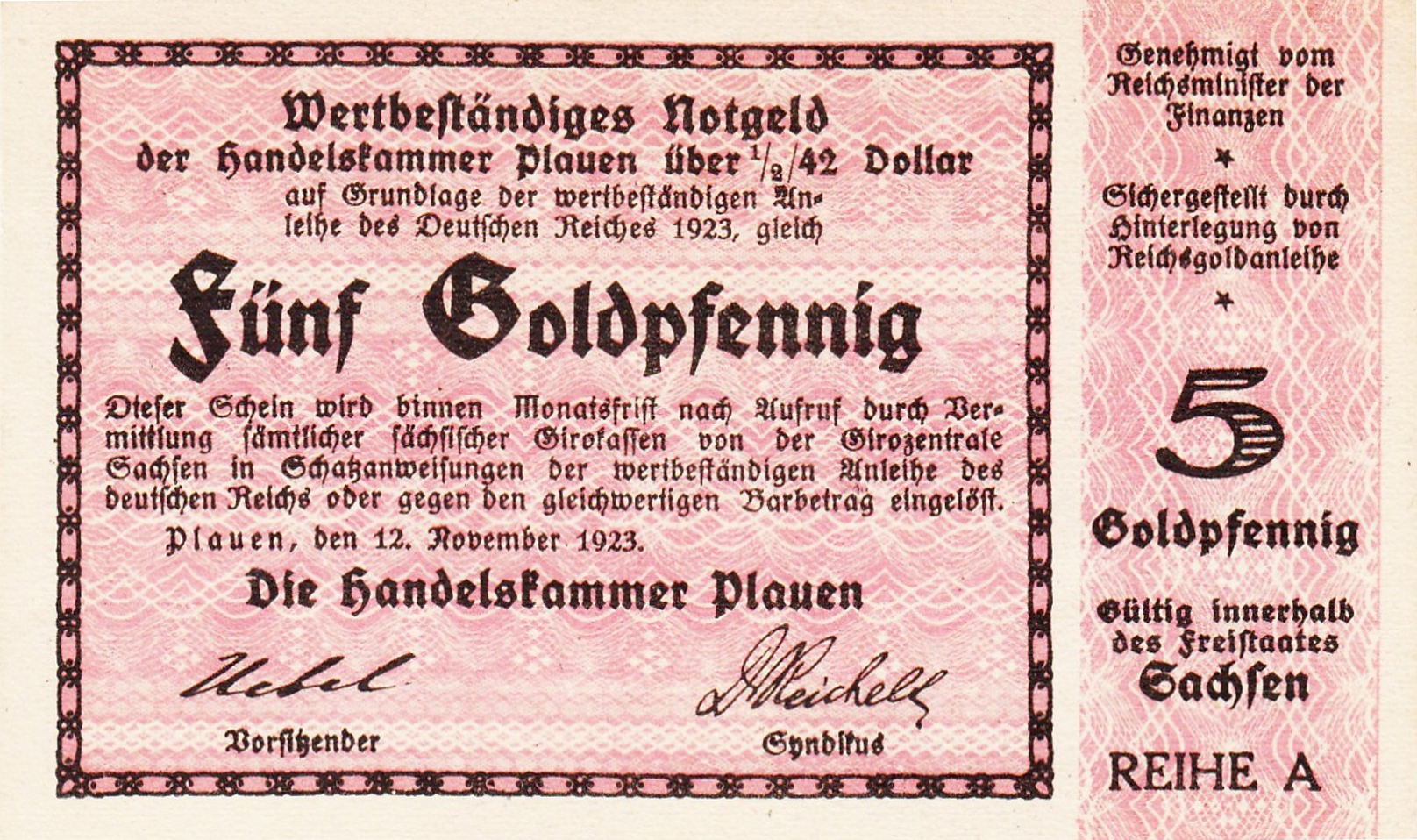
„Wertbeständiges Notgeld der Handelskammer Plauen“ vom November 1923 im Wert von 5 Goldpfennig

Das Vertrauen in Notgeld ist in Kriegs- und Krisenzeiten oftmals größer als in offizielles Geld. Es wird in inländischer, ausländischer oder historischer Währung (Goldmark, US-Dollar) ausgegeben, aber auch als Anspruch auf Waren wie Getreide, Zucker oder Holz. Neben den üblichen Geldformen Münze (Notmünze) und Geldschein kamen und kommen auch verschiedene Ersatzmaterialien wie Porzellan, Pappe, Leder, Presskohle, Seide oder Leinen zum Einsatz. 1923 gaben beispielsweise die neu gegründeten Aluminiumwalzereien in Teningen und Singen Notscheine aus bedruckter Alufolie heraus. In Notgeld-Optik existierten auch Gutscheine, so z. B. bezüglich der schlesischen Lutherfestspiele in Breslau 1921. Auch Briefmarken (etwa als Briefmarkenkapselgeld), Spielkarten, Schecks und ähnliche Vorlagen werden zu Notgeld umfunktioniert. Welchen Gegenständen dabei ein Wert als Notgeld zugesprochen wird, kann sehr vielfältig und gelegentlich auch regional sehr begrenzt sein. Notgeld wird nur als Zahlungsmittel gebraucht, nicht zu Kreditzwecken.

## Geschichte

### Belagerungsscheine

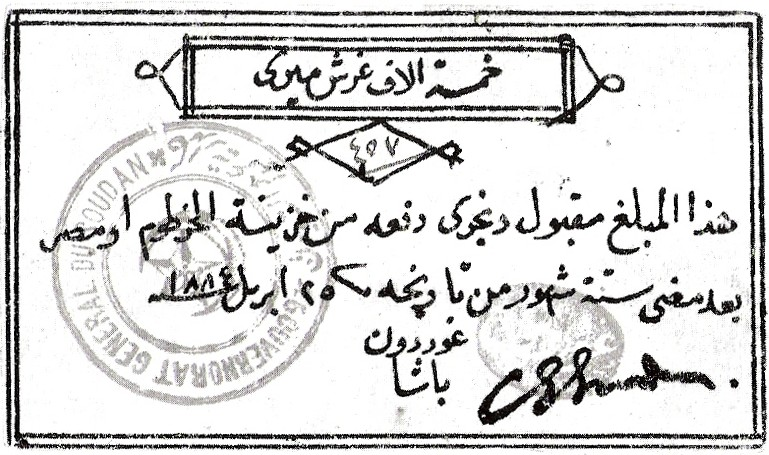
Belagerungsgeld von Khartum 1885 mit Unterschrift von Gordon Pascha

Die ältesten Formen des Notgeldes sind Belagerungsscheine. Während der Belagerung von Städten war eine Geldversorgung vielfach unmöglich. Oft wurden daher von der Stadtverwaltung, häufiger von den jeweiligen Militärkommandeuren Belagerungsscheine ausgegeben. Als erste Belagerungsscheine gelten diejenigen aus der Zeit der Belagerung der spanischen Festung Alhama durch die Mauren im Jahre 1483.
Häufiger wurde die Ausgabe von Notgeld Ende des 18. Jahrhunderts. Nun kam es auch zu Aufwertungen bestehenden Papiergeldes als Notgeld. 1793 wurde General Adam-Philippe de Custine in Mainz durch Koalitionstruppen unter General Friedrich Adolf Graf von Kalckreuth belagert. Als Notgeld wurden französische Assignaten durch handschriftliche Ergänzungen und Stempel auf der unbedruckten Rückseite aufgewertet, um die Geldmenge zu erhöhen. Nachdem dies nicht ausreichte, wurden eigene Assignaten gedruckt. Während des Zweiten Burenkriegs wurde Hemdenstoffgeld in Umlauf gebracht.
Diese Belagerungsscheine tragen vielfach Originalunterschriften des jeweiligen Kommandeurs. Eine Einlösung der Scheine hing typischerweise vom Ausgang des Krieges ab. Sofern die Belagerung erfolgreich – und der Krieg verloren – war, war mit der Einlösung der Scheine nicht zu rechnen.

### Belagerungsmünzen

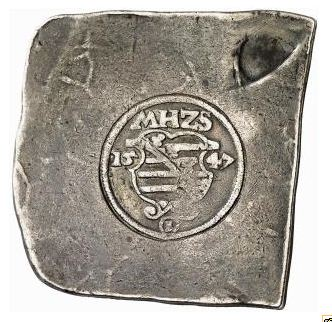
Herzog Moritz, Leipziger Belagerungsmünze von 1547

Ähnlich wie Belagerungsscheine wurden Belagerungsmünzen eingesetzt. Diese wurden aus Metall, aber auch anderen Materialien, geprägt um als Zahlungsmittel zu dienen, meist zur Besoldung der Truppen.
1574 wurden im durch die Spanier belagerten Leyden die Münzstempel statt auf Edelmetall auf Pappe (die Deckblätter katholischer Kirchenbücher) geschlagen und hierdurch Pappmünzen als Notgeld geschaffen. Dies ist das älteste erhaltene Notgeld der Welt.

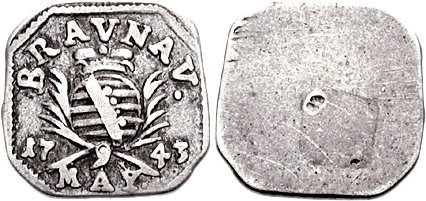
Braunauer Notklippe zu 6 Kreuzer mit der Jahreszahl 1743.

Die Braunauer Notklippen wurden im Österreichischen Erbfolgekrieg, als die Österreicher die Stadt Braunau am Inn belagerten, 1743 als Notgeld geprägt.
Auch während der Befreiungskriege gegen Napoleon I. waren Notmünzen im Umlauf. Beispiele sind das aus freiwilligen Spenden geprägte Notgeld von Mecklenburg, Münzen aus der kurzzeitig in Glatz bestehenden Münzprägeanstalt sowie Notmünzen in den belagerte Festungen in Spanien, Polen sowie Frankreich. Einige dieser Münzen wurden 1913 während der Jahrhundertfeier der Freiheitskriege in Breslau ausgestellt.

### Tiroler Freiheitskampf
Andreas-Hofer-Kreuzer, auch Hofer-Kreuzer genannt, sind während des Tiroler Freiheitskampfes im Jahr 1809 in Hall in Tirol geprägte 20- und 1-Kreuzer-Stücke, die auch als Notgeld bezeichnet werden. Die Vorderseite zeigt den Tiroler Adler und die Umschrift „Gefürstete Grafschaft Tirol“, die Rückseite die Wertbezeichnung. Das 20-Kreuzer-Stück wird u. a. als Sandwirtszwanziger bezeichnet. Das Silber für die Prägung der 20-Kreuzer-Stücke kam aus dem Brixlegger Schmelzwerk und aus Ankäufen. Auch entbehrliches Kirchensilber sollte für die Münzprägung verwendet werden.

### Erster Weltkrieg und Zwischenkriegszeit

#### Deutschland

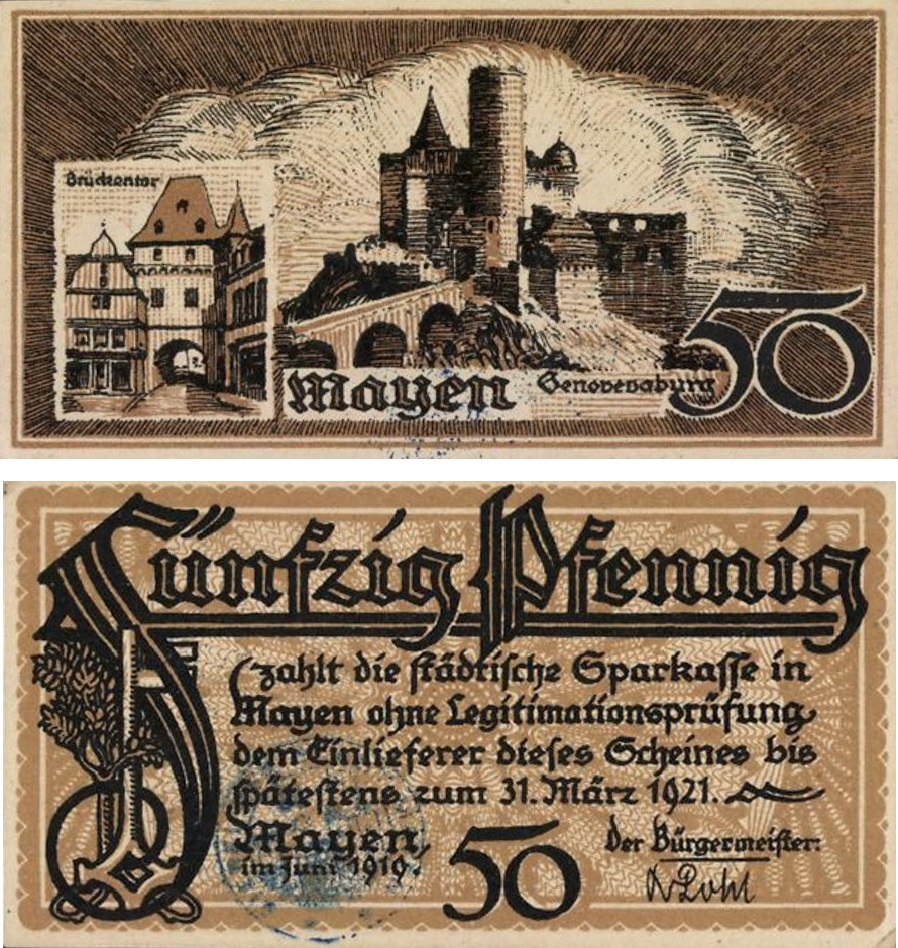
Notgeld Mayen, 1919, 50 Pfennig, Stadtansicht mit Genovevaburg und Brückentor

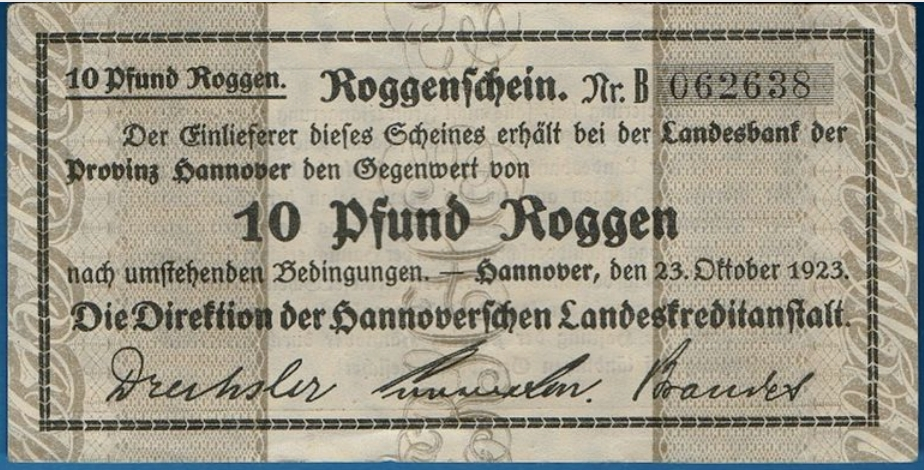
1923: Schuldverschreibung der Hannoverschen Landeskreditanstalt auf Roggenbasis, gedruckt von König & Ebhardt

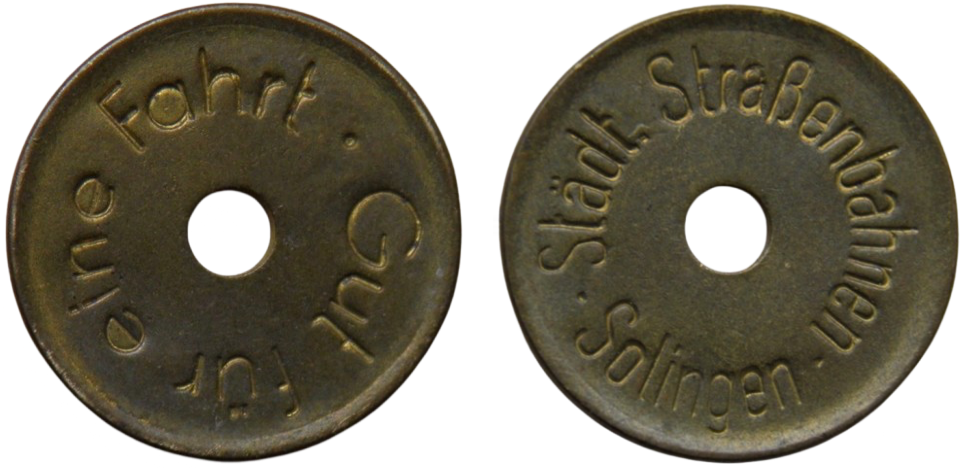
Straßenbahnmünze der Städtischen Straßenbahnen Solingen, ausgegeben anstatt einer klassischen Fahrkarte aus Papier oder Karton

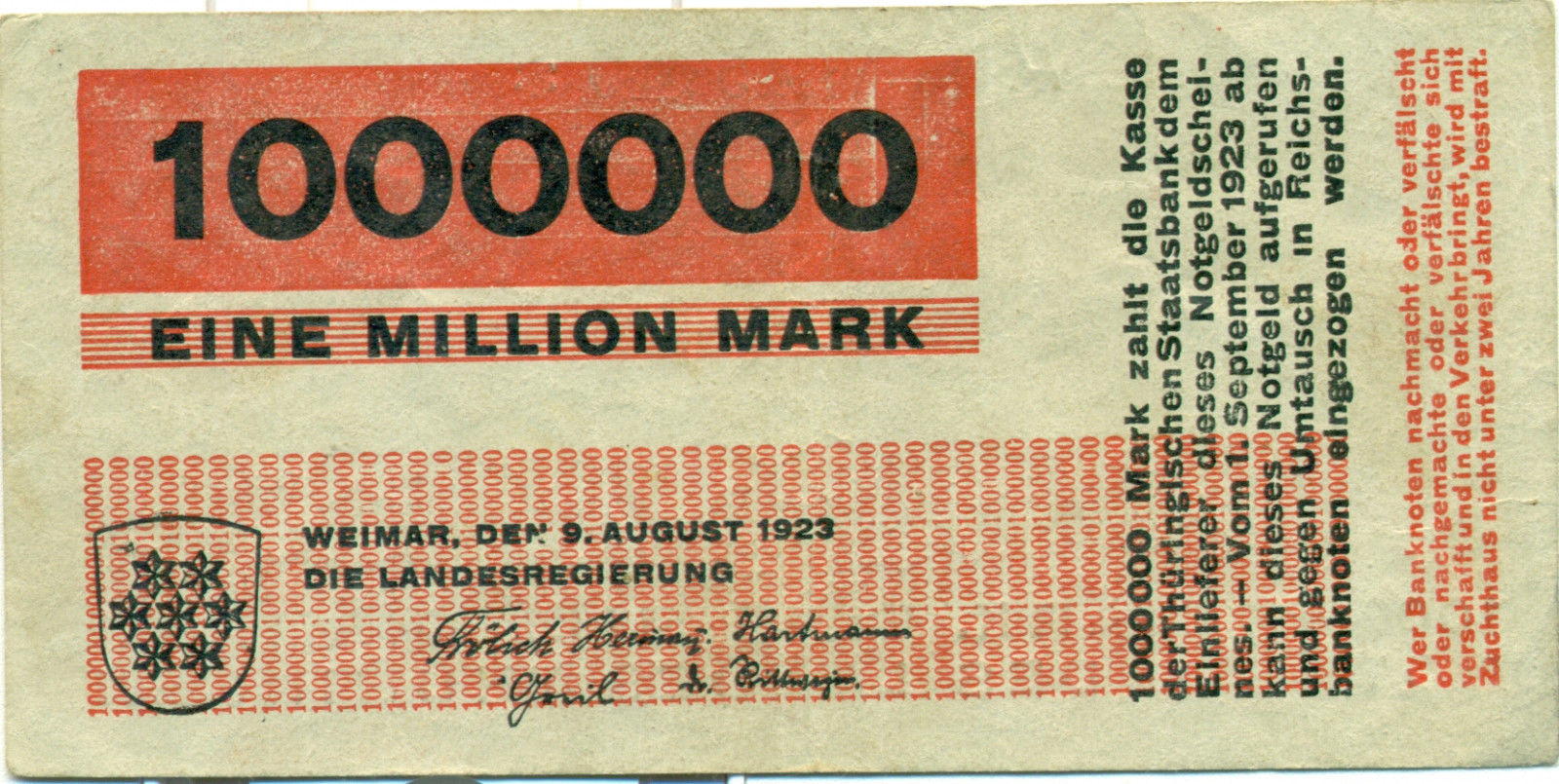
Notgeld des Landes Thüringen aus der Landeshauptstadt Weimar aus dem Jahr 1923 in der Zeit der deutschen Inflation aus der Bauhausdruckerei, gestaltet von Herbert Bayer

Das deutsche Notgeld während und nach dem Ersten Weltkrieg lässt sich in vier Perioden unterteilen: erste Periode der kleinen Nominale, meist 50 Pfennig und 1 Mark wurde durch das Horten silberner Reichsmünzen bei Kriegsausbruch 1914 notwendig. Mit Beginn des Ersten Weltkriegs wurden als Erstes in Ostpreußen 1914er Notgeldscheine ausgegeben. Es folgten Ausgaben von 450 Stellen 1914/15 im ganzen Deutschen Reich.
In der zweiten Periode zwischen 1916 und 1921/22 wurden wegen des Rohstoffmangels auch unedle Scheidemünzen knapp, zudem kam es ab Oktober 1918 wegen der absehbaren Kriegsniederlage zu einer generellen Bargeldhortung der Bevölkerung, so dass die Regierung Großindustrie, Städte und Gemeinden aufforderte durch Notgeldscheine und Notmünzen dem Mangel Abhilfe zu schaffen. Insgesamt mehr als 580 Banken, Sparkassen, Städte, Gemeinden, Kreise und Privatfirmen sprangen in die Lücke und deckten den Bedarf mit eigenen Ausgaben, für den Geldumlauf bestimmte „Verkehrsausgaben“, die eine Gültigkeit bis zum 1. Februar 1919 hatten. Auch Zinskupons von Kriegsanleihen mit Fälligkeitsdatum vom 2. Januar 1919 wurden zu gesetzlichen Zahlungsmitteln erklärt. An vielen Orten entstand lokales Notgeld mit z. T. künstlerischen und stadthistorischen Motiven, so z. B. für Hameln, Rietberg oder den heutigen Kreis Gütersloh. Diese Ausgaben werden als Serienscheine bezeichnet. Durch ein Reichsgesetz vom 17. Juli 1922 (RGBl. I, 693) wurde die weitere Ausgabe von Serienscheinen und anderem Notgeld verboten.
Allerdings war wegen erneuten Geldmangels durch einen Streik der Arbeiter der Reichsdruckerei im Juli 1922 dieses Verbot nicht durchzusetzen, womit die dritte Periode der Notgeldausgaben begann. Ab Ende Juli gaben die ersten Banken und Sparkassen wieder Notgeld aus, wobei es sich meist um Scheine zu 500 und 1000 Mark handelte. Ab 18. September 1922 genehmigte die Reichsregierung per Erlass des Finanzministers erneut die Ausgabe von Notgeld, wodurch diese Ausgaben einen offiziellen Charakter erhielten. Insgesamt 715 ausgebende Stellen beteiligten sich an diesen Notgeldemissionen. Ab Februar 1923 wurden diese Geldscheine in den meisten Landesteilen wieder eingezogen, nur in den Gebieten westlich des Rheins und im besetzten Ruhrgebiet blieben die Notgeldscheine weiter in Umlauf.
Neue ministerielle Vorschriften traten im August 1923 in Kraft, wodurch die vierte und letzte Phase der Notgeldes der deutschen Inflation eingeleitet wurde. Hierbei kamen meist Geldscheine und gedruckte Schecks zur Ausgabe, deren Nennwert etwas unter dem Nennwert der gleichzeitig kursierenden Reichsbanknoten lagen (zunächst 100.000 bis 5 Millionen Mark, im November in einigen Orten bis 100 Billionen Mark), um Wechselgeld in ausreichenden Mengen vorzuhalten. Nur für den 15. November 1923 sind zuverlässige Schätzungen des Bargeldumlaufs vorhanden, vom gesamten Bargeld im Wert von 988 Millionen Goldmark (=92.838.000.000.000.000.000 Papiermark) liefen 154,73 Millionen Goldmark in Reichsbanknoten um, was bedeutet, dass 84 % des Geldscheinumlaufs aus Notgeld bestand.  Außerdem gab es im Sommer 1923 Dollar- und Goldmarkbezeichnungen als „wertbeständiges Notgeld“, oder auch Schatzanweisungen. Einer der großen Hersteller von Notgeld für die Regionen Mitteldeutschland, Schlesien und Ostpreußen war die Firma Flemming und Wiskott in Glogau. Auch Wertpapierdruckereien wie Graß und Barth in Breslau beteiligten sich an Notgeldausgaben.
Die ab Ende 1916 verwendeten Notmünzen entwickelten sich nach dem Krieg immer mehr zum Spekulationsgeschäft. Das 1-Billion-Mark-Stück der Provinz Westfalen von 1923, die Münze mit dem höchsten Nennwert der Inflationszeit, war allerdings zum Zeitpunkt ihrer geplanten Ausgabe durch die Hyperinflation bereits entwertet worden. Die Prägung konnte daher erst nach der Inflation 1924 als Erinnerungsstück verkauft werden.
Auch die große Anzahl von variantenreich gestalteten Geldscheinen mit viel Lokalkolorit erweckte bald auch das Interesse von Sammlern, was dazu führte, dass viele Notgeldscheine gar nicht mehr für den Umlauf, sondern eigens für die Sammler gedruckt und ausgegeben wurden. Solche Scheine werden Serienscheine genannt. Ein besonders auffälliger Serienschein mit eingebautem Wechselgeld zum Ausschneiden ist für die mittelsächsische Stadt Freiberg 1921 belegt (1-Mark-Schein als 97 Pfennig plus 1 Pfennig plus 2 Pfennig gedruckt). Aufgrund der Grenzkonflikte in Ost-Oberschlesien wurde auch zweisprachiges Notgeld gedruckt, so 1921 in der Stadt Nikolai/Oberschlesien (Vorderseite der Serienscheine in deutscher Sprache und die Rückseite in polnischer Sprache).
Grundsätzlich war der Gegenwert der deutschen Notgeldscheine abzüglich der Druckkosten bei der Reichs-Kredit-Gesellschaft m.b.H. in Berlin zu hinterlegen, allerdings kamen viele Firmen dieser Auflage nicht nach. Nach der Inflation planten die Finanzbehörden eine Besteuerung der Gewinne durch Notgeldausgaben, wegen des kaum zu ermittelnden Kurswerts der Ausgaben nahm man davon aber wieder Abstand.

#### Österreich und Liechtenstein
In Österreich begann die Stadt Innsbruck im Sommer des Jahres 1919 mit der Ausgabe von Notgeld, um den Kleingeldmangel zu beheben. Im September folgten Kitzbühel und Kufstein, dann Gemeinden in Vorarlberg und Salzburg, bevor es auf ganz Österreich ausgedehnt wurde. In Wien wurde am 28. Oktober im Gemeinderat beschlossen, „Kassenscheine“ auszugeben. Im Bundesland Oberösterreich wurde während des Jahres 1920 in den meisten Gemeinden ein Notgeld herausgegeben. Die Landeshauptstadt Linz gab das erste Offizielle am 3. März 1920 heraus, am 13. April folgte das Bundesland, nachdem das Notgeld wegen des Kleingeldmangels bereits seit Herbst 1919 im Umlauf war. Im Laufe des Jahres gaben 425 von 503 Gemeinden ein Notgeld heraus. Bis 1. Oktober 1921 war das Notgeld im Umlauf, dann verlor es seine Gültigkeit. Bereits vorher wurden durch die damalige Hyperinflation die Kleinstbeträge nicht mehr benötigt. Oft wurden die Scheine von namhaften Künstlern, wie Klemens Brosch, Wilhelm Dachauer, Ludwig Haase jun., Max Kislinger und Anton Lutz gestaltet, was auch die Sammelfreude damals beflügelte.
Das Liechtensteiner Notgeld war im Fürstentum Liechtenstein eine Übergangslösung zwischen der Kündigung des Steuer- und Zollvertrags mit Österreich 1919 und dem Inkrafttreten des Zollvertrags mit der Schweiz. Es ersetzte die österreichische Krone und wurde seinerseits durch den Schweizer Franken abgelöst.

### Nach dem Zweiten Weltkrieg

#### Deutschland
Zwischen dem Zweiten Weltkrieg und der Währungsreform 1948 galten in Deutschland Zigaretten als inoffizielles Zahlungsmittel. Die Einheiten waren ein Päckchen oder eine Stange.
Bei der Währungsreform in den deutschen Westzonen 1948 wurde die neue Währung Deutsche Mark zunächst nur in Banknoten ausgegeben (kleinstes Nominal: 1/2 DM entspr. 50 Pfennig), als Kleingeld blieben die Reichsmark-Kleinmünzen bis 1,- ℛℳ zu einem Zehntel des Nennwertes vorerst gültig.
Durch die Währungsreform in den Westzonen sah sich die „Ostzone“ gezwungen, das Reichsmark-Bargeld ebenfalls schnellstens außer Kurs zu setzen; da aber so kurzfristig noch keine neuen Banknoten zur Verfügung standen, mussten vorhandene Reichsmark-Banknoten, mit Wertmarken beklebt, einstweilen als Ersatz dienen. Diese Geldscheine wurden im Volksmund Kuponmark oder Klebemark genannt. Die Reichsmark-Kleinmünzen blieben zunächst zum Nennwert gültig.
Mit der Währungs-, Wirtschafts- und Sozialunion wurde am 1. Juli 1990 die Deutsche Mark („Westgeld“) auch in der DDR offizielles Zahlungsmittel. Da zunächst nicht genug Kleingeld zur Verfügung gestellt werden konnte, blieben die DDR-Kleinmünzen bis 50 Pfennig noch ein Jahr lang zum Nennwert gültig (allerdings auch nach der Wiedervereinigung nur im „Beitrittsgebiet“).

#### Andere Länder
Von 1975 bis 1979 herrschte in Italien Münzknappheit; als Notgeld gaben regionale Banken und Handelsfirmen in Italien und San Marino sogenannte Miniassegni aus. Die Akzeptanz war allerdings regional begrenzt. Assegno ist das italienische Wort für Anweisung oder Scheck. Gemäß dem „Regio Decreto Legge Nr. 2283 vom 7. Oktober 1923 – Disposizione sull Assegno Bancario e circolare che vanno dagli art. 82 al 86“ dürfen in Italien Banken assegno circolare in Umlauf bringen, die wie Bargeld genutzt werden können. Allerdings ist der Gegenwert vollständig bei der Staatsbank zu hinterlegen, so dass mit dieser Ausgabe keine Geldschöpfung verbunden ist. Dieses Instrument wurde bereits 1943 bis 1945 und 1966 nach Abschaffung der silberhaltigen 500 Lira-Münze intensiv genutzt.
Auf dem Höhepunkt der argentinischen Wirtschaftskrise 2001/02 entlohnten zahlungsunfähige Provinzregierungen ihre Beamten, Angestellten und Dienstleister mit sogenannten Patacones, d. h. Schuldverschreibungen, die zu einem späteren Zeitpunkt gegen reguläre argentinische Pesos eintauschbar sein sollten.

## Notgeld als Sammlerobjekt
Heute ist Notgeld als Teilgebiet der Notaphilie ein Sammelgebiet von währungsgeschichtlichem, heimatgeschichtlichem und kulturgeschichtlichem Interesse.

## Andere Formen
Ähnlich dem Notgeld ist das sogenannte Lagergeld, das Kriegsgefangene anstelle regulären Geldes erhalten. In Form von Ghettogeld oder dem Lagergeld der Konzentrationslager dienten diese Formen des Ersatzgeldes im Nationalsozialismus der Ausplünderung und Entrechtung der Eingesperrten.

## Galerie

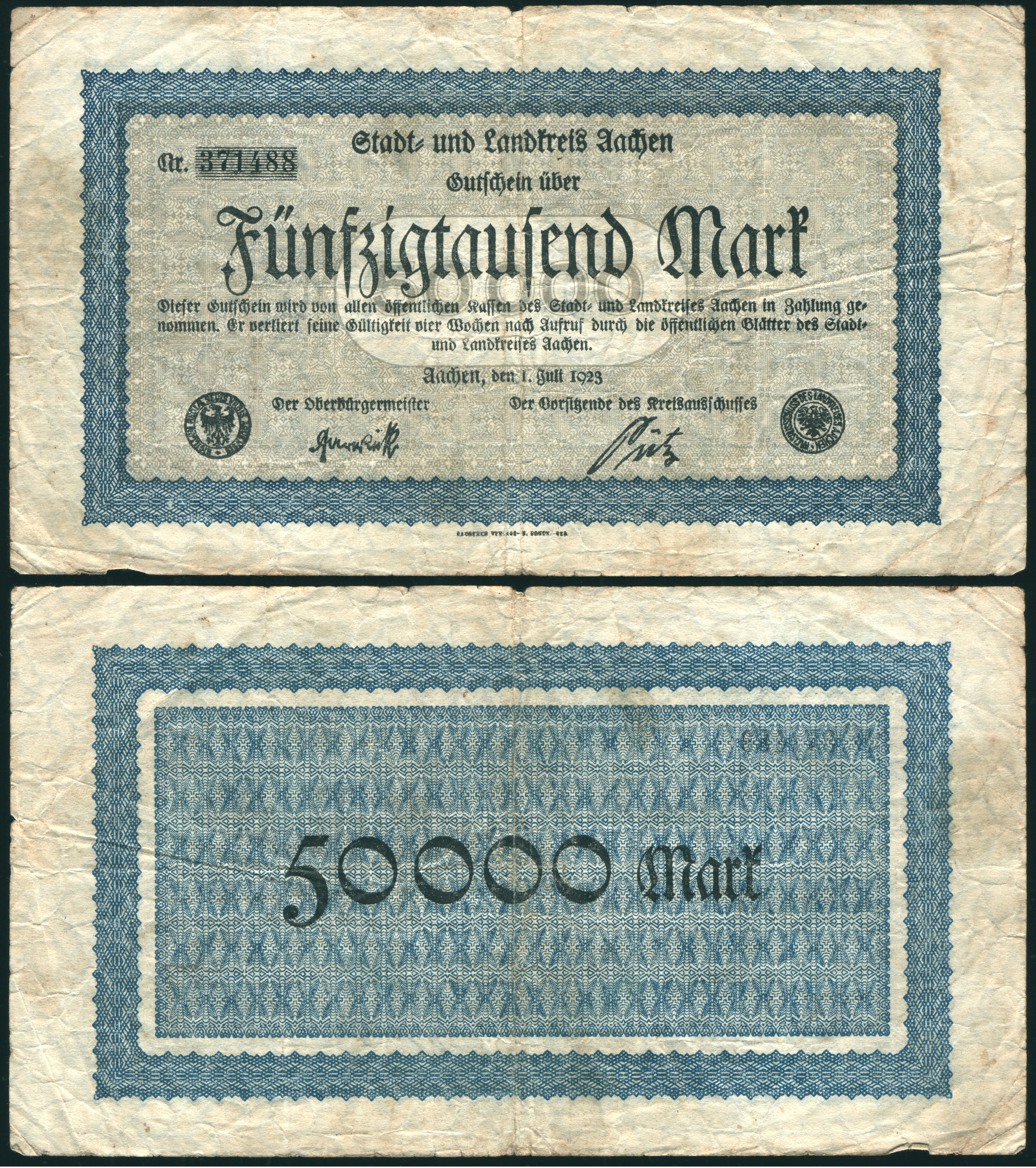
Aachen
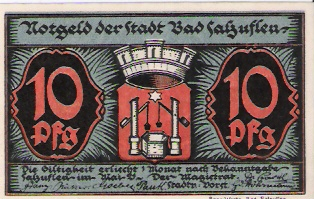
Bad Salzuflen
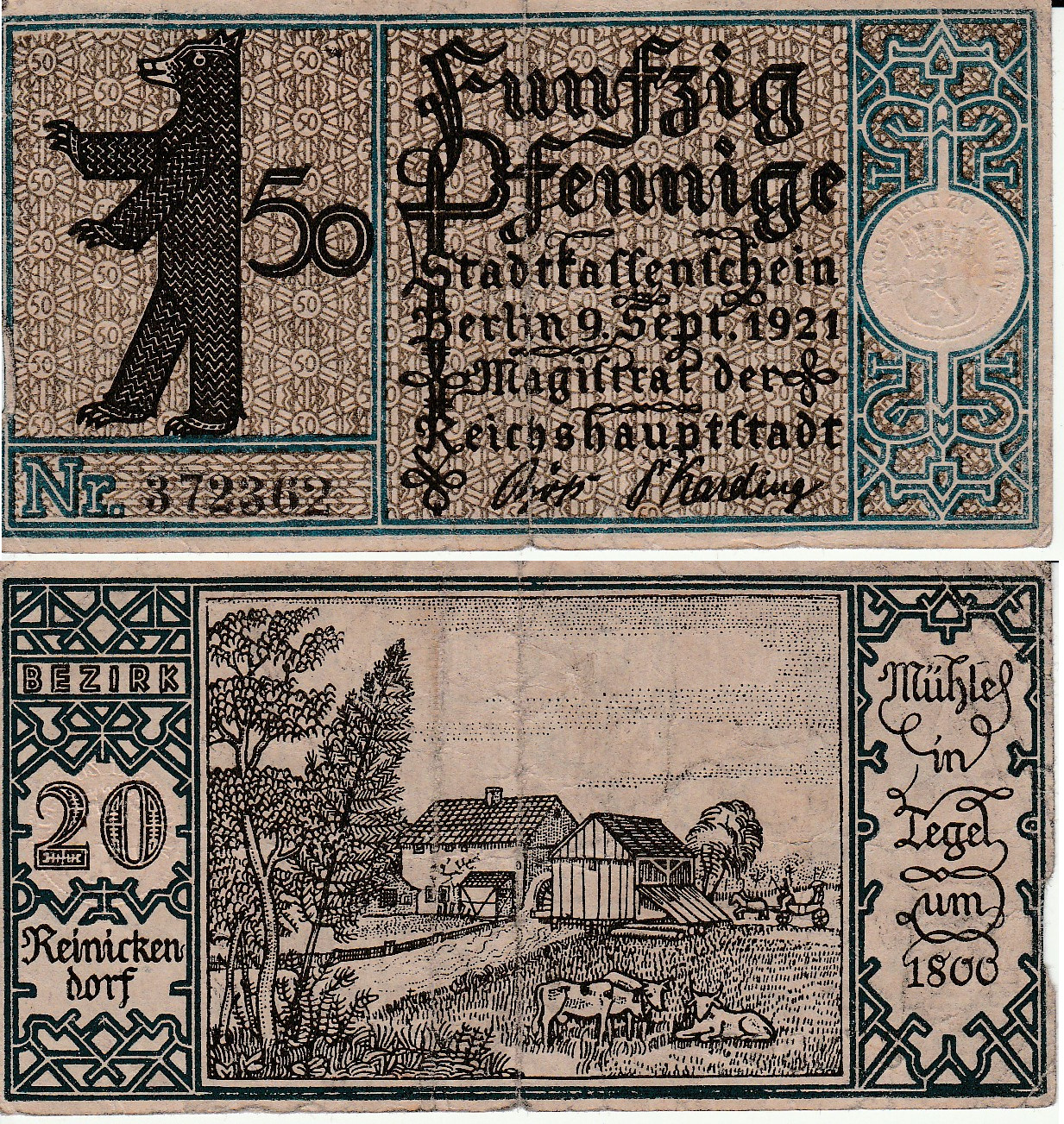
Berlin
Berga/Elster
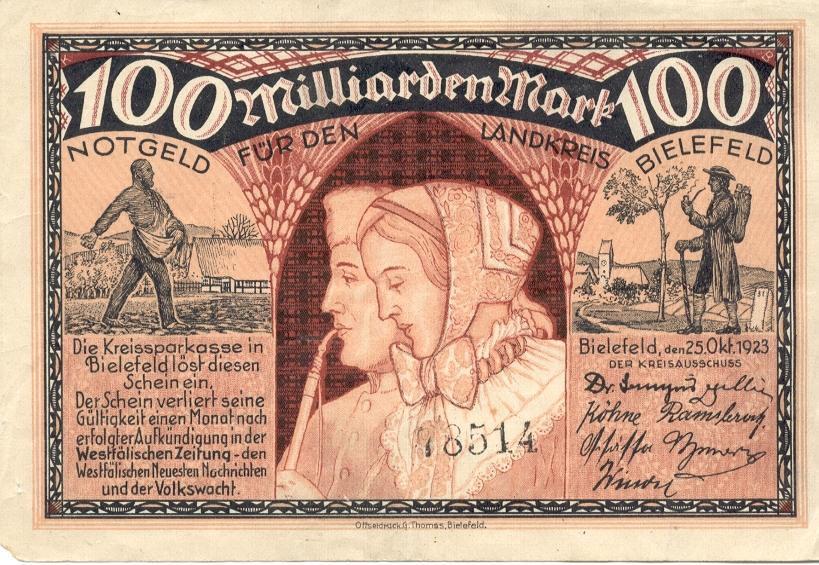
Bielefeld Kreissparkasse
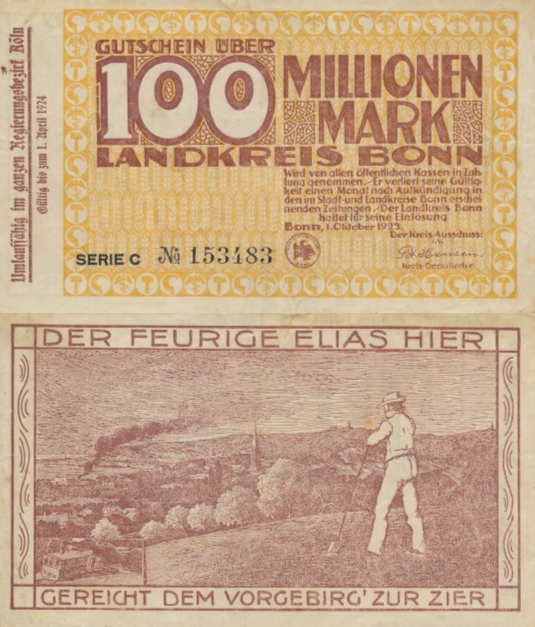
Bonn
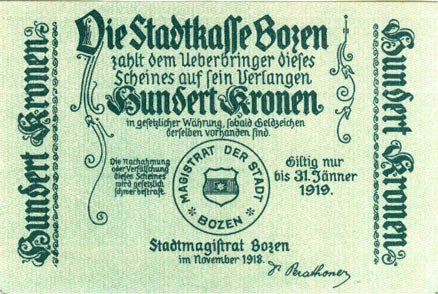
Bozen
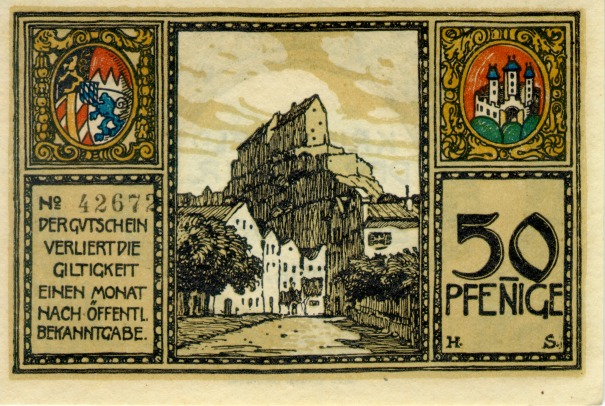
Burghausen
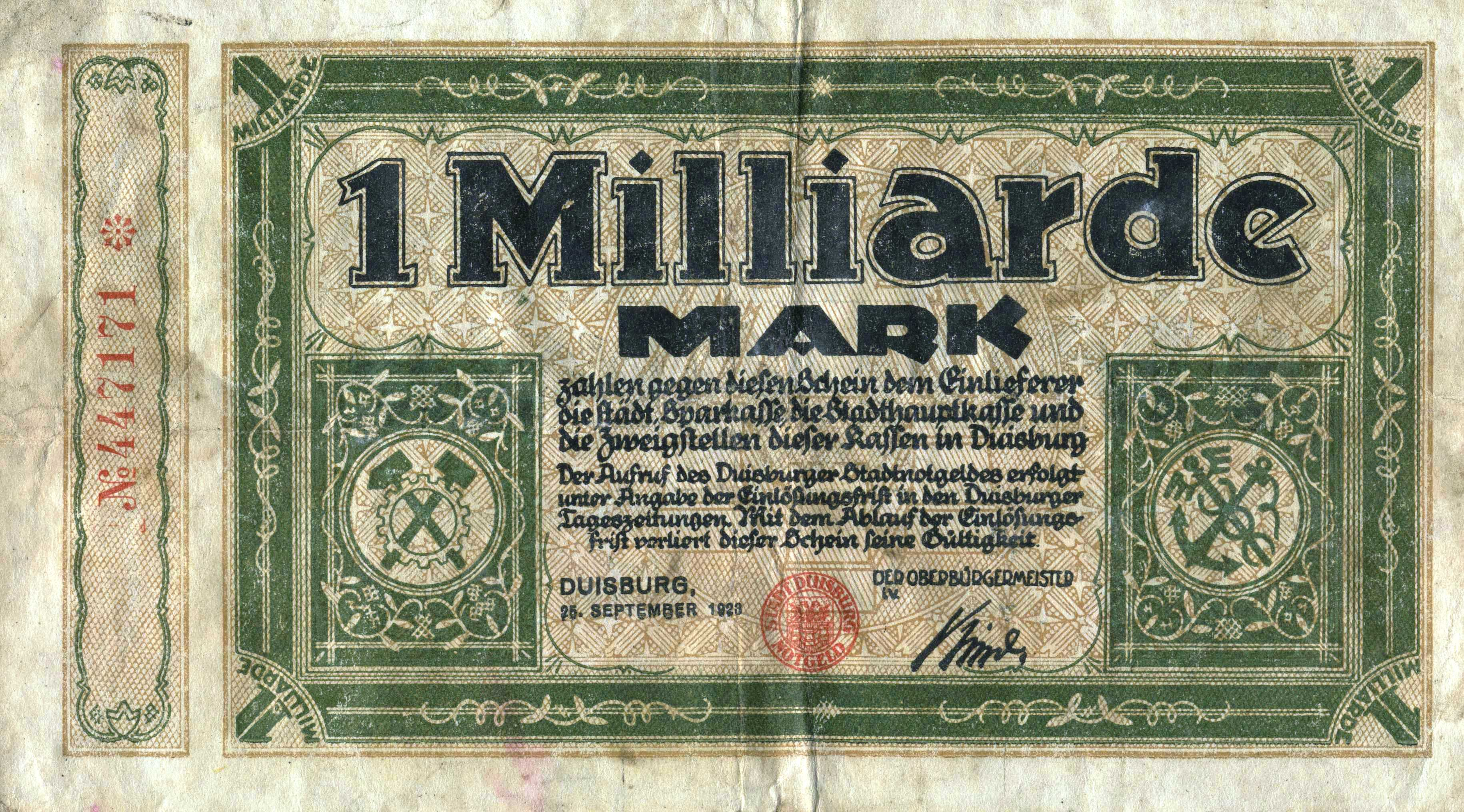
Duisburg
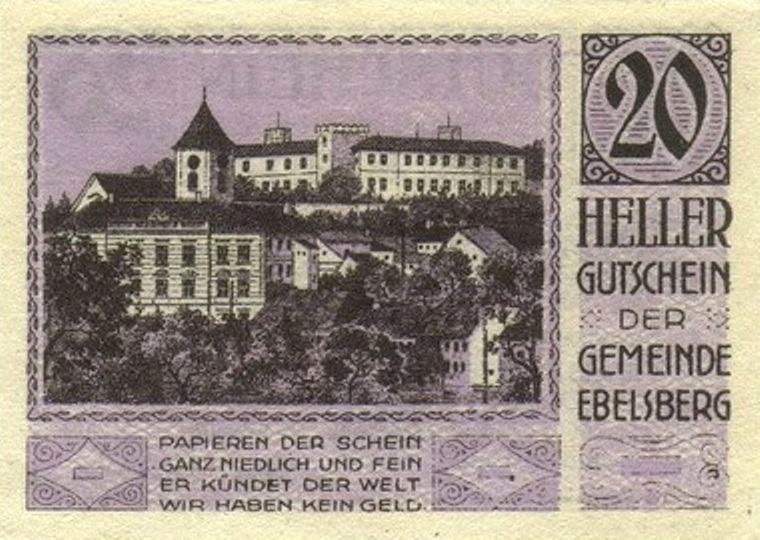
Ebelsberg
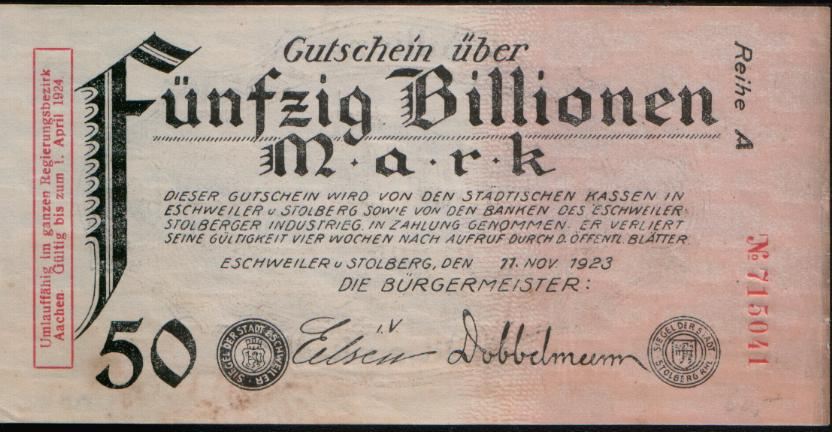
Eschweiler und Stolberg
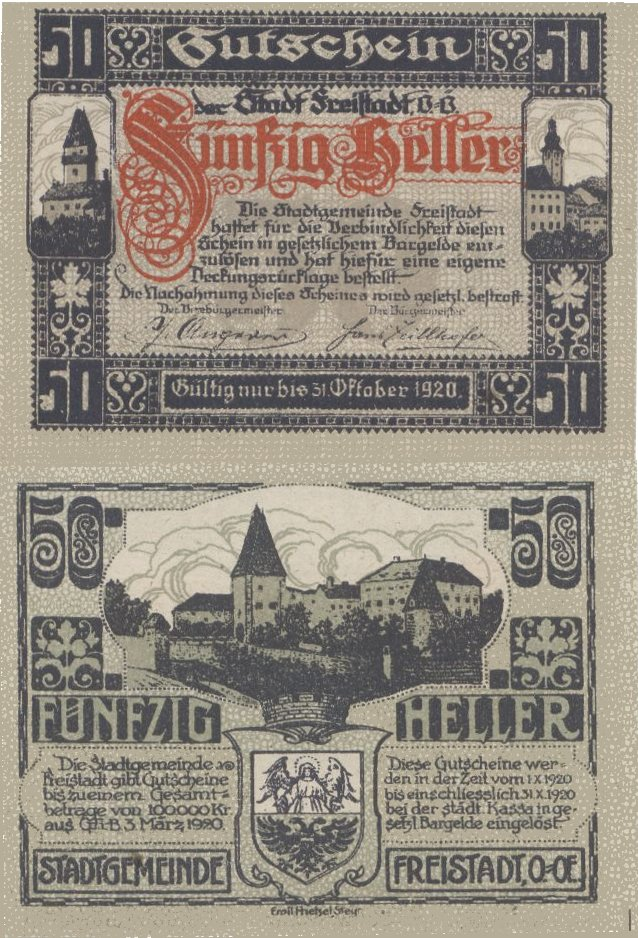
Freistadt
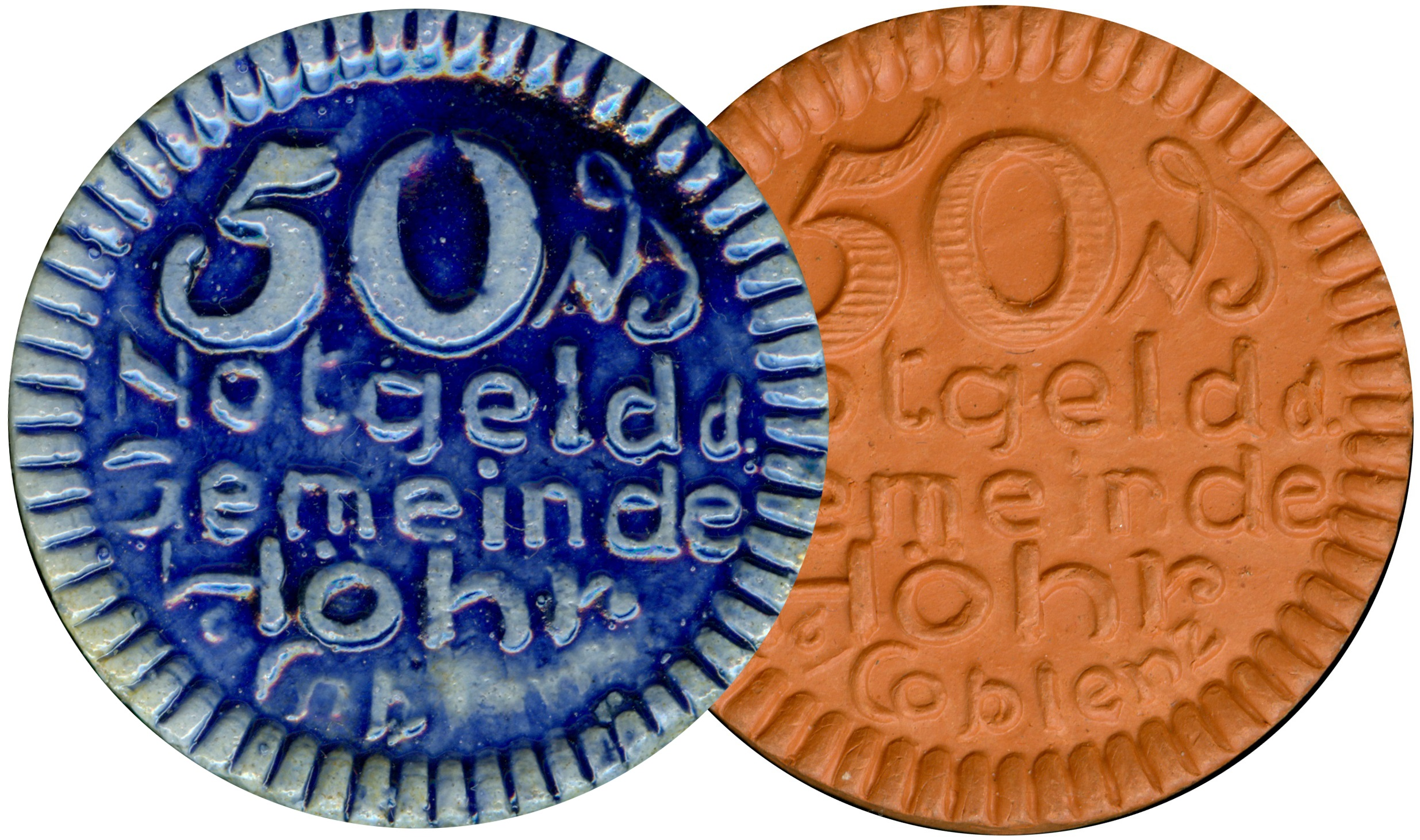
Höhr
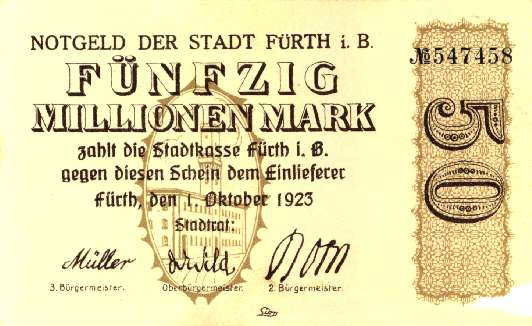
Fürth
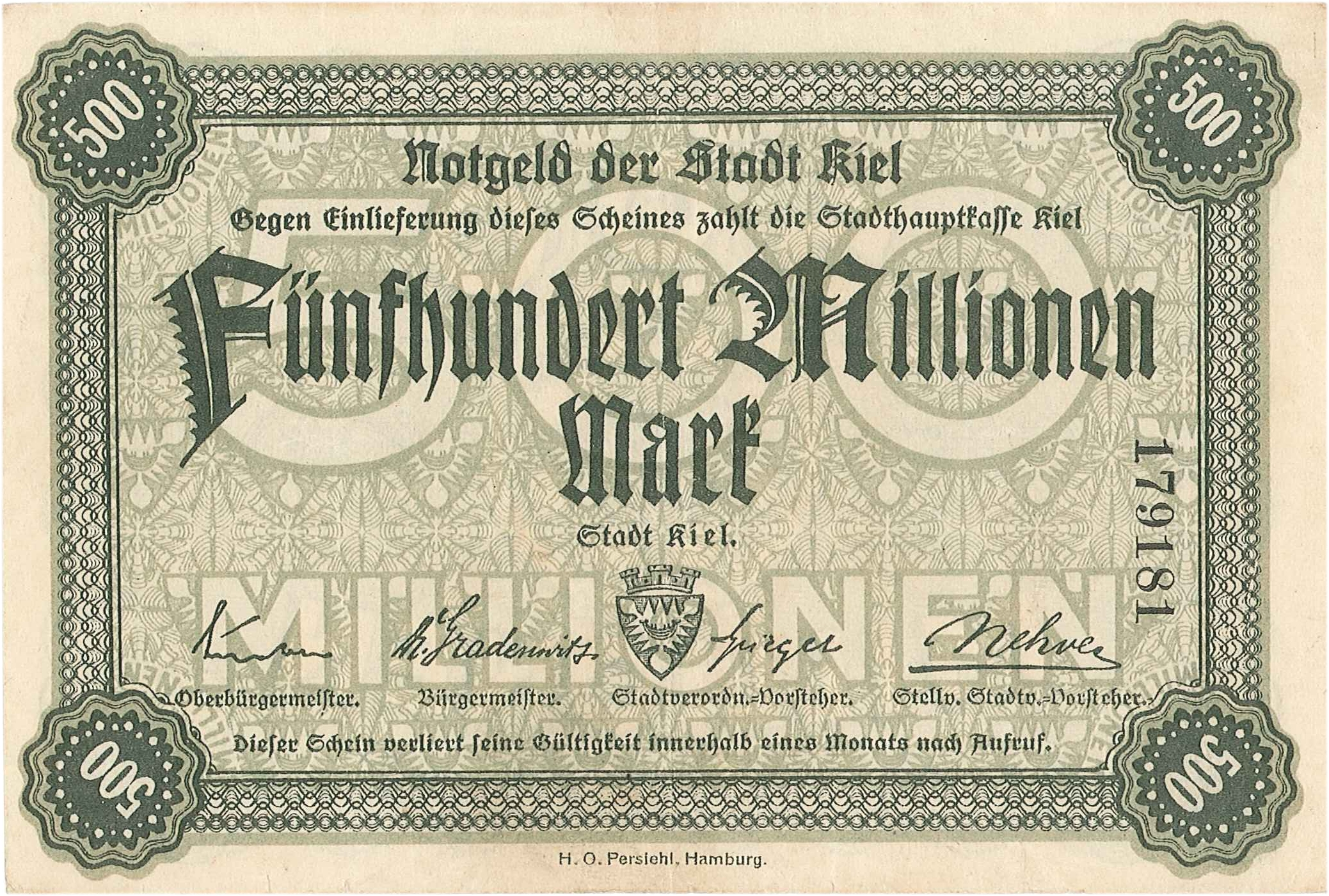
Kiel Stadthauptkasse
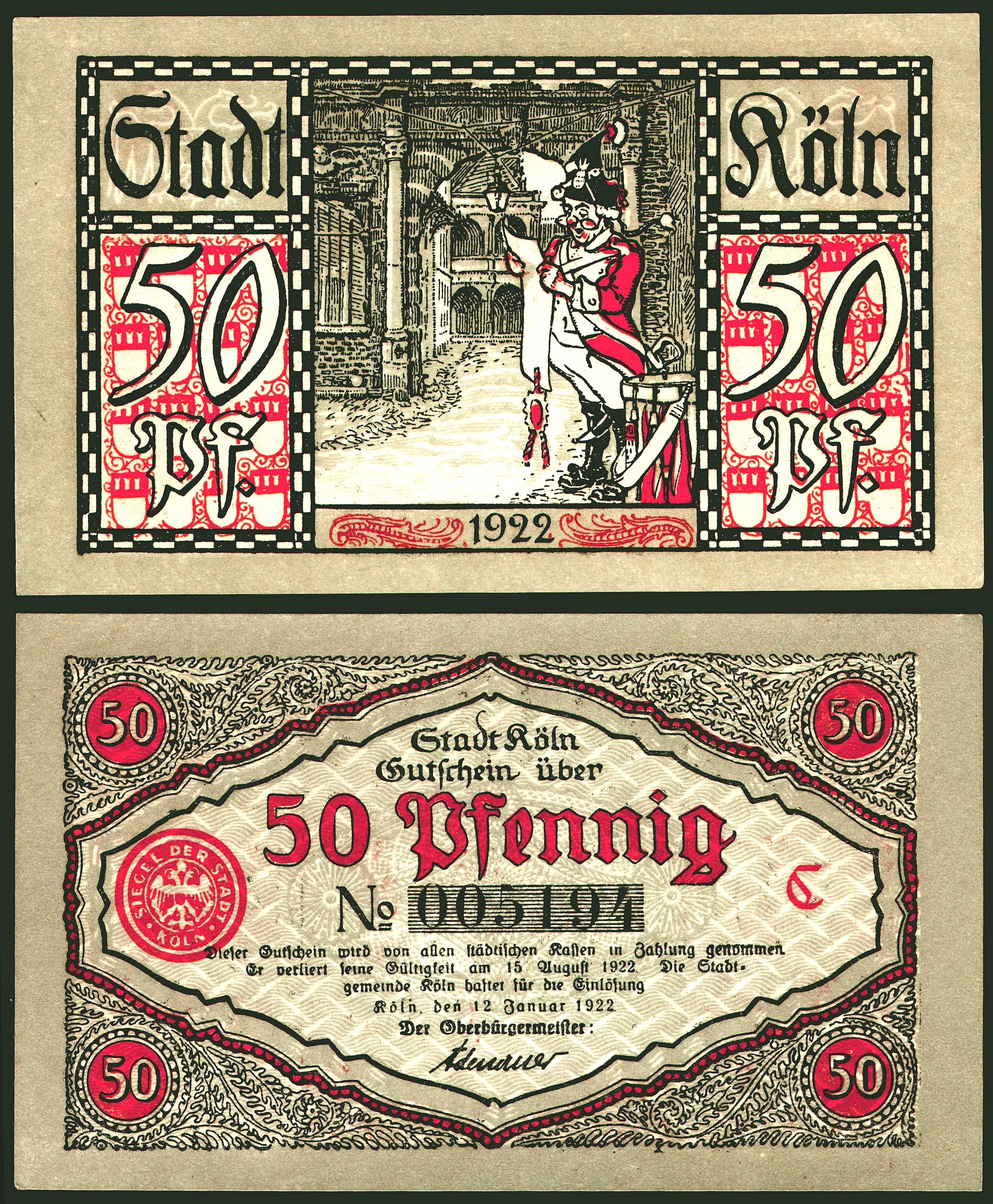
Köln
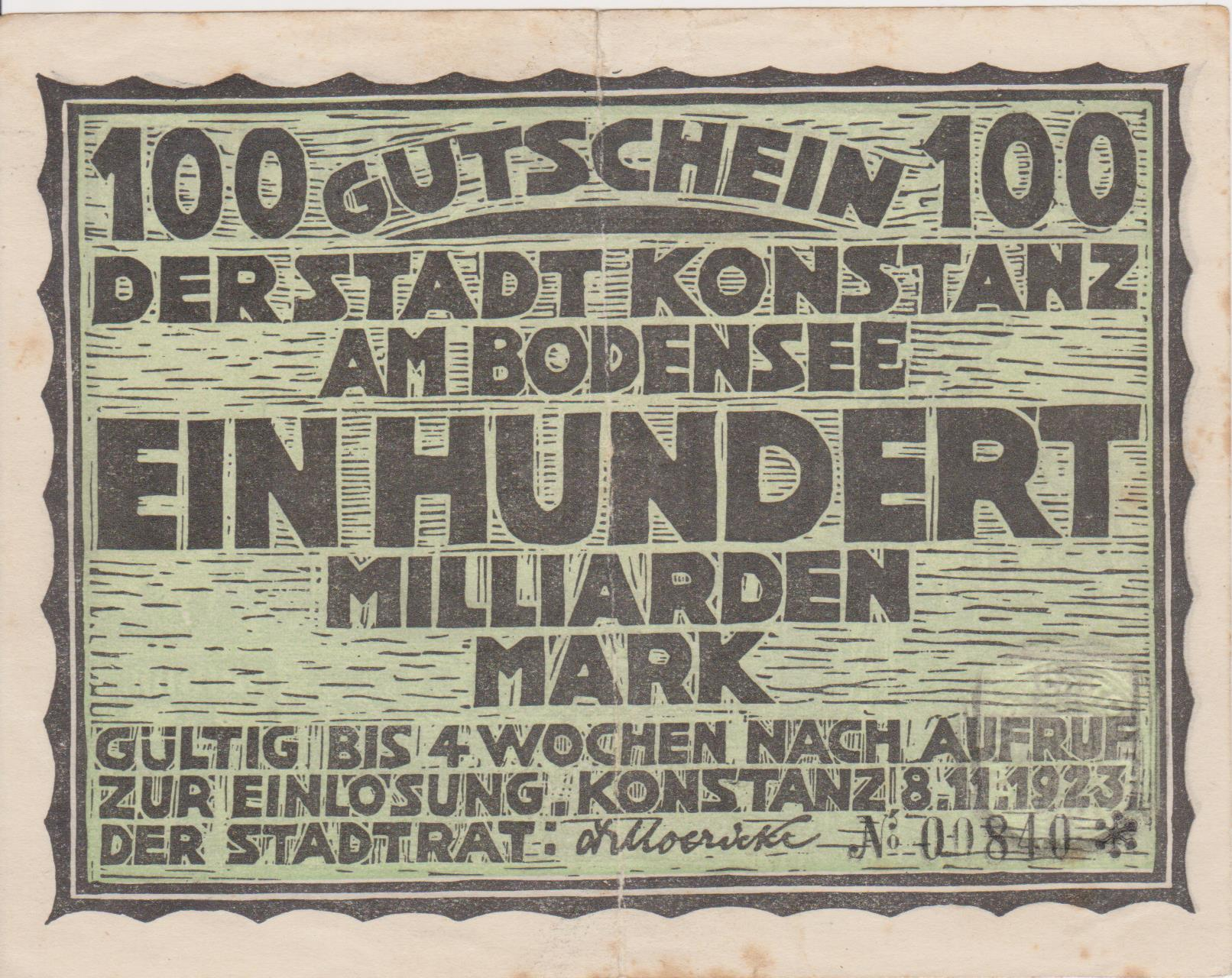
Konstanz
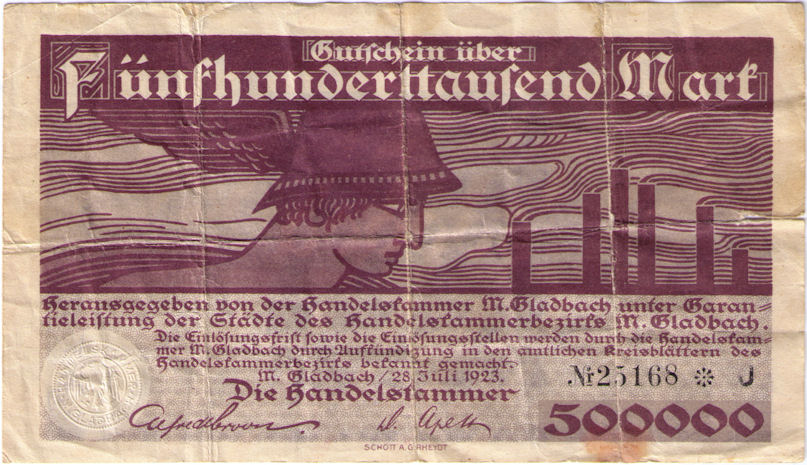
Mönchengladbach Handelskammer
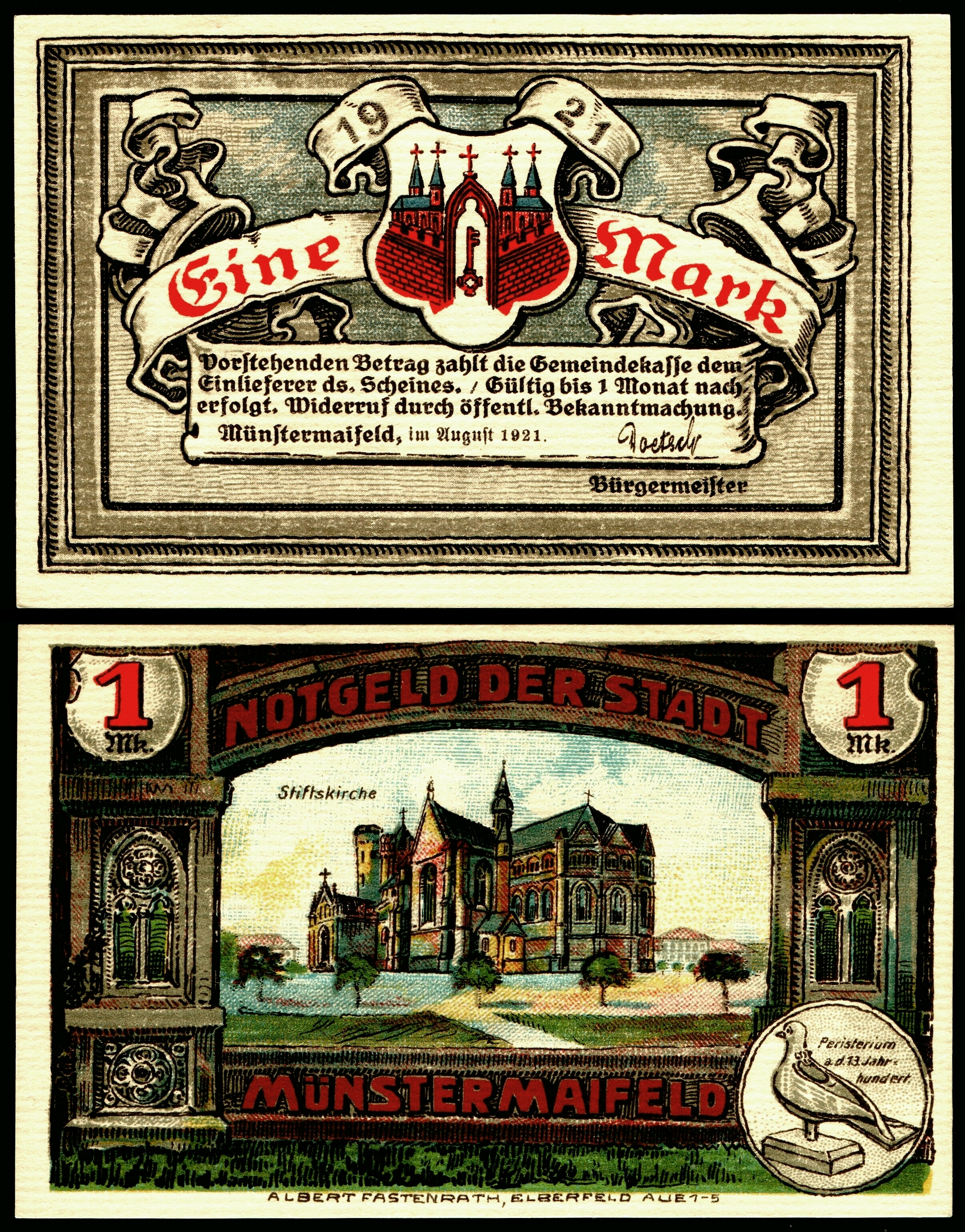
Münstermaifeld
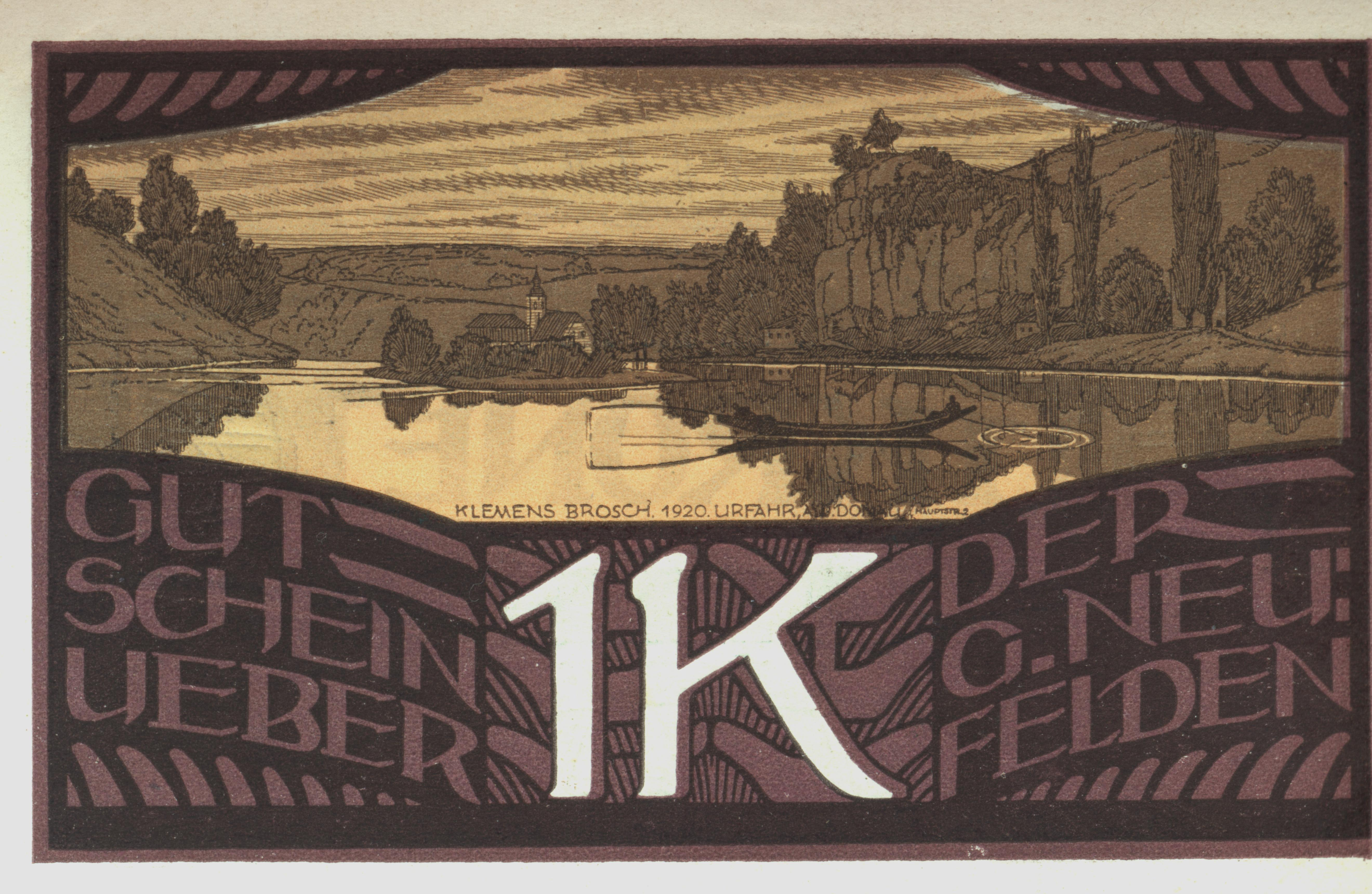
Neufelden
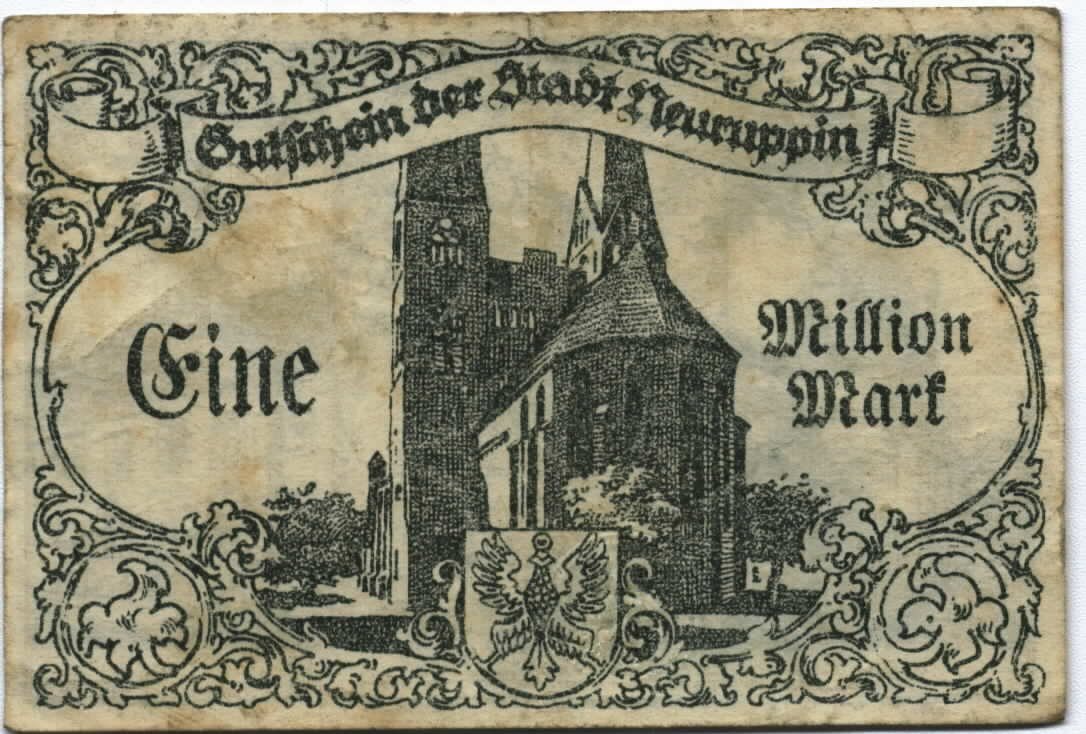
Neuruppin
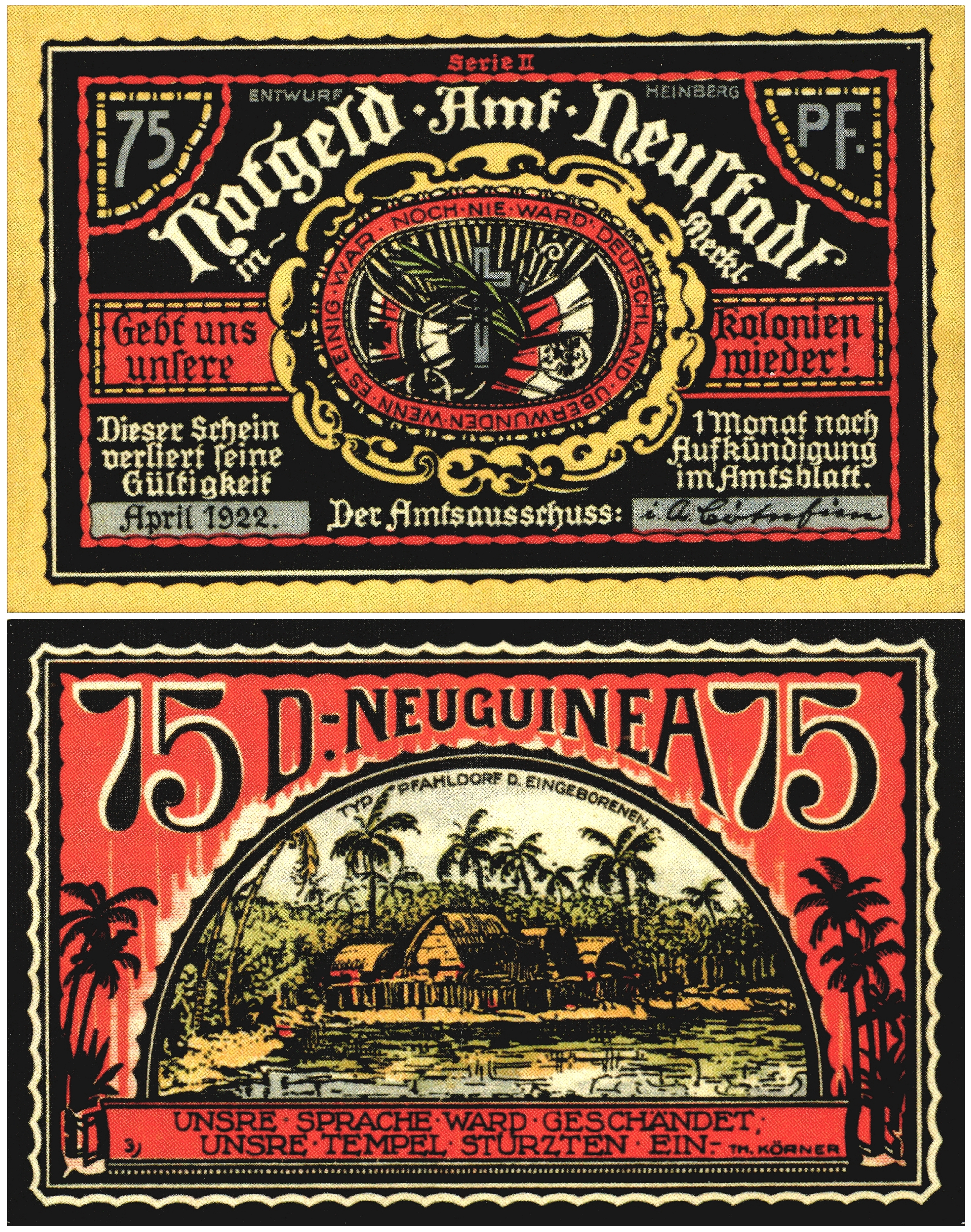
Neustadt-Glewe
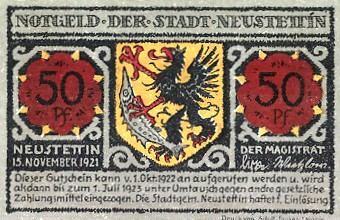
Neustettin
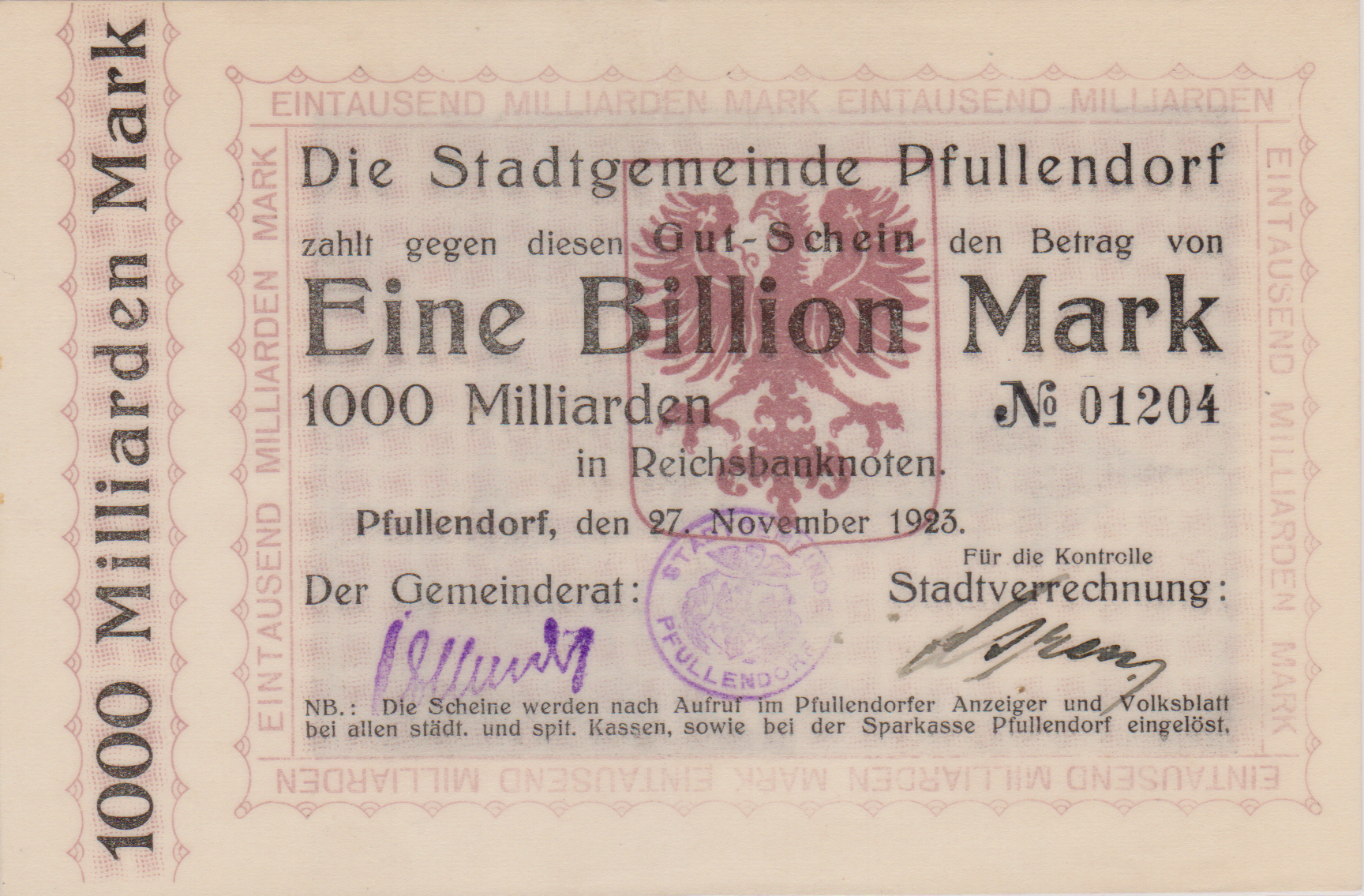
Pfullendorf
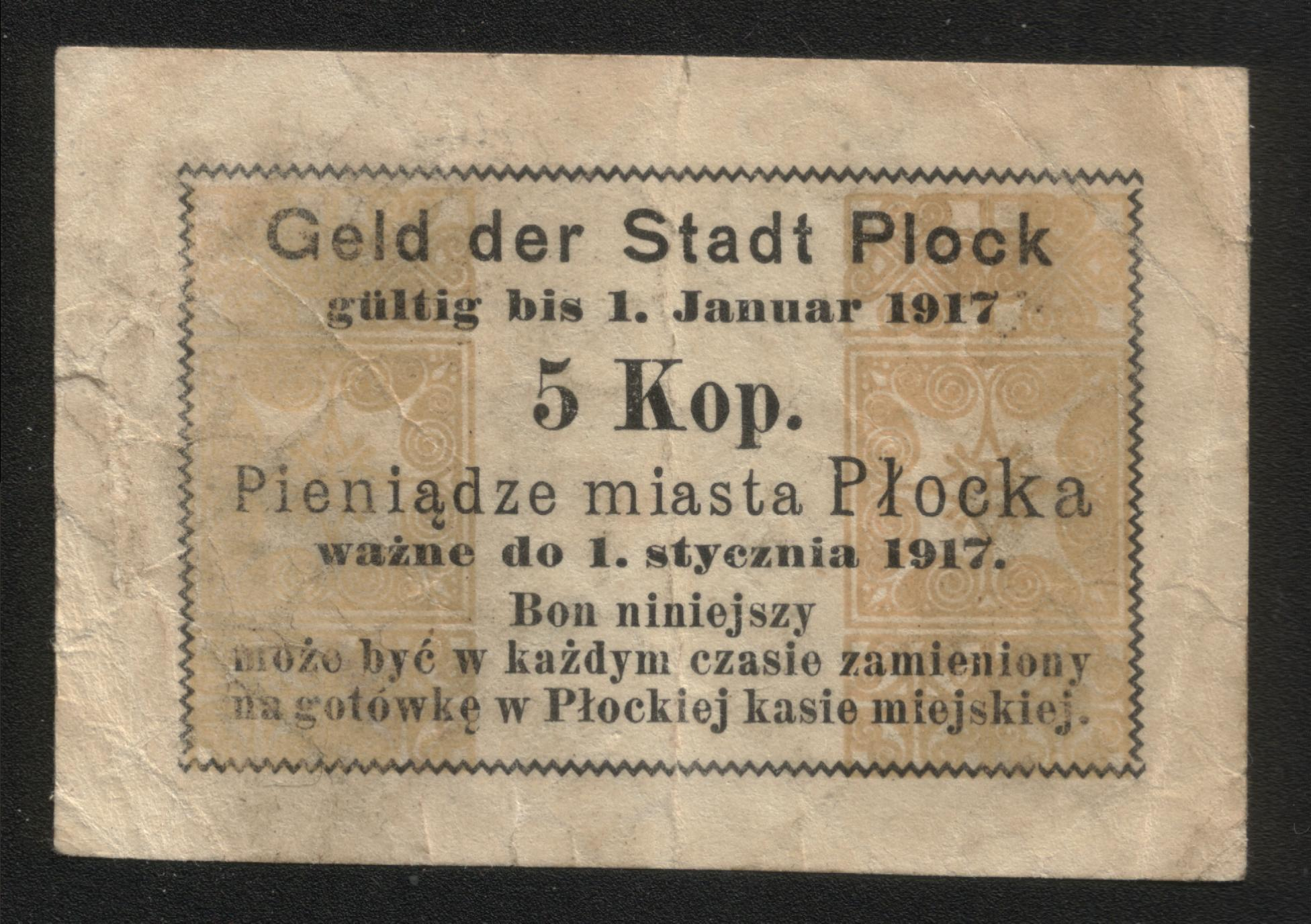
Płock
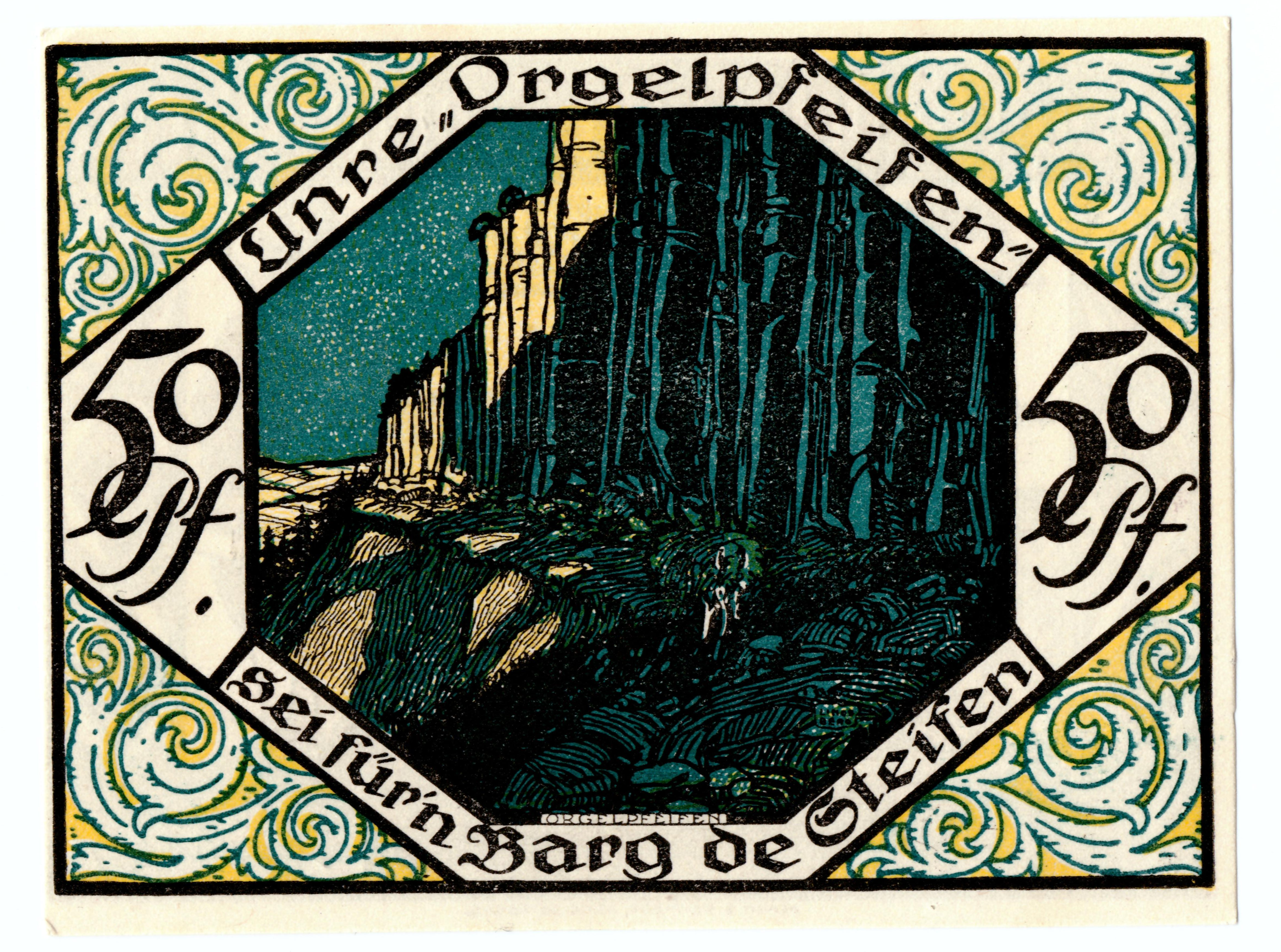
Scheibenberg
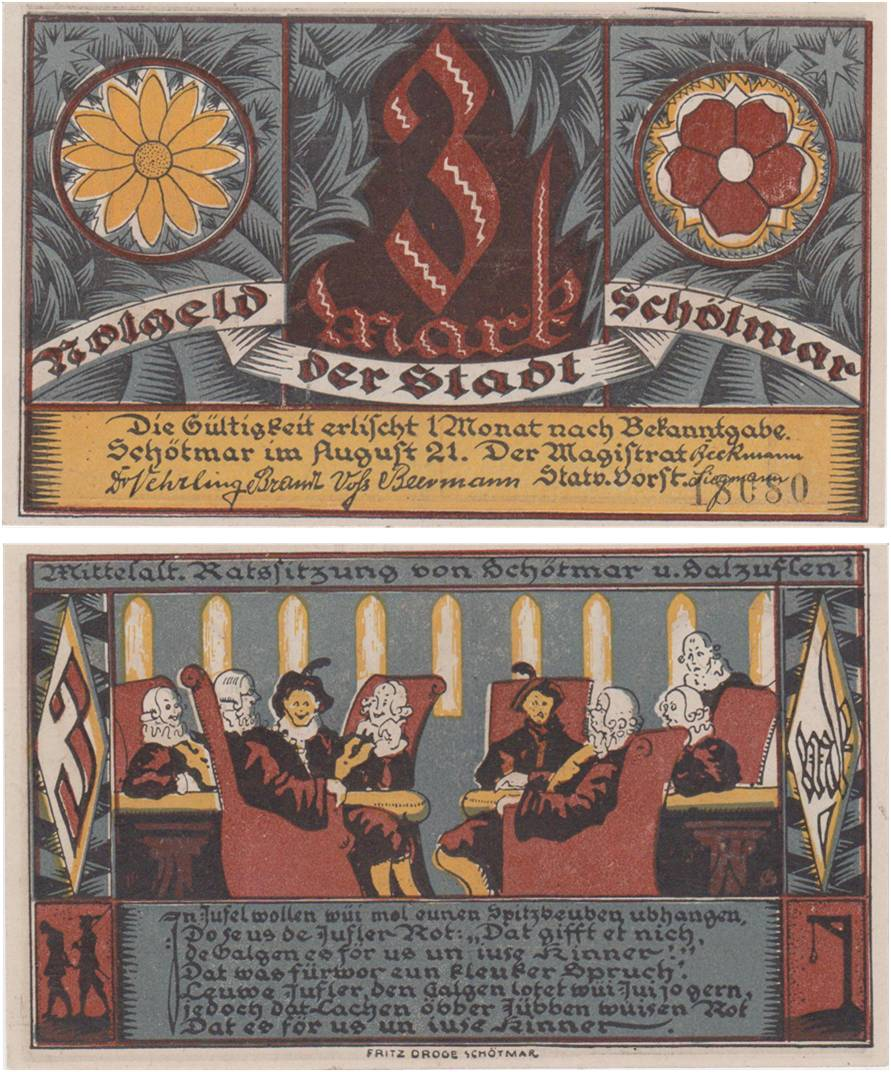
Schötmar
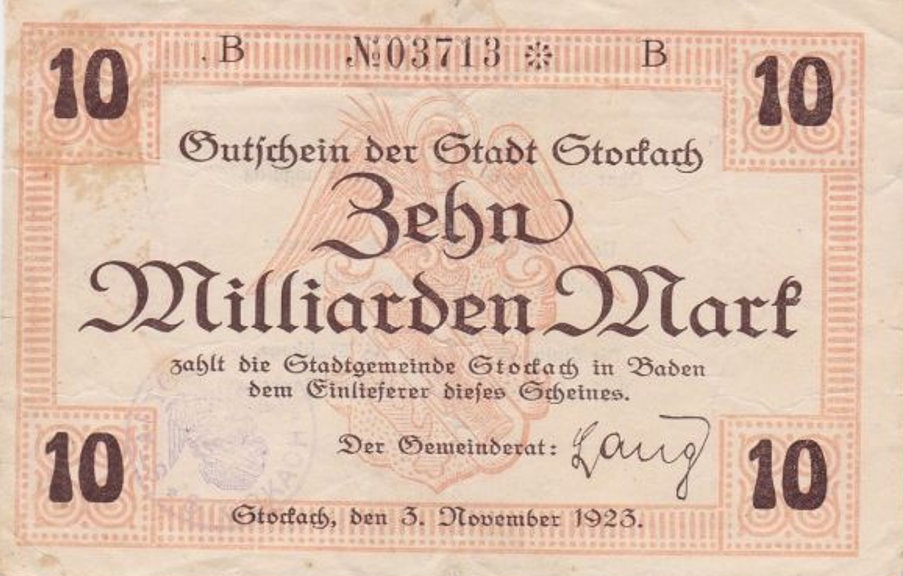
Stockach
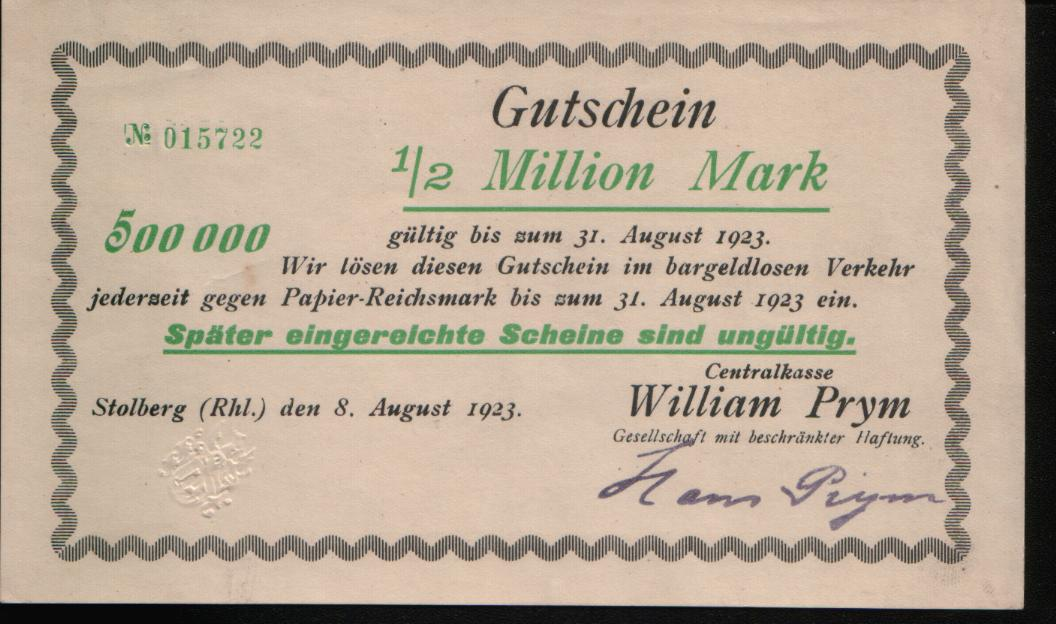
Stolberg Firma Prym
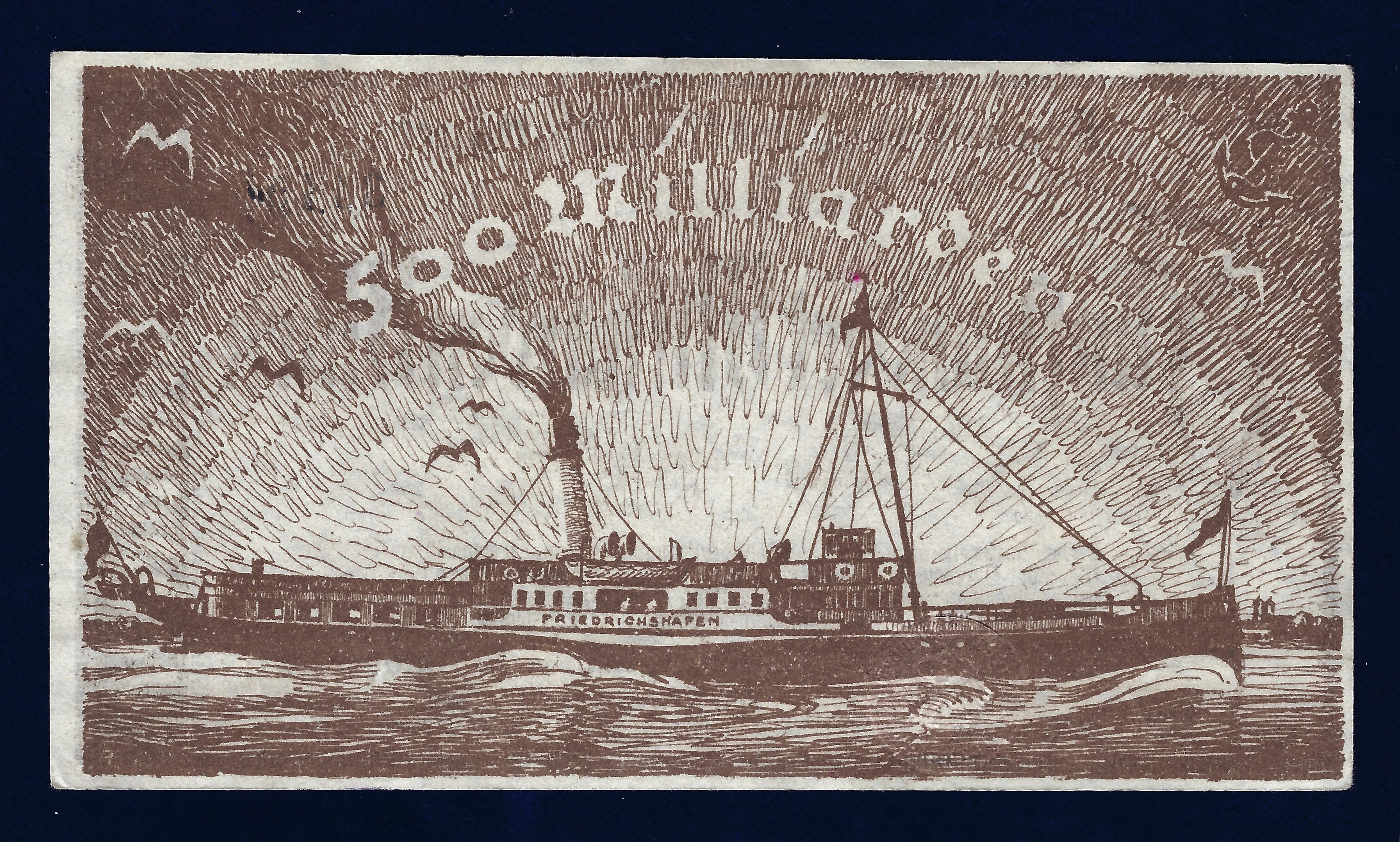
Stuttgart
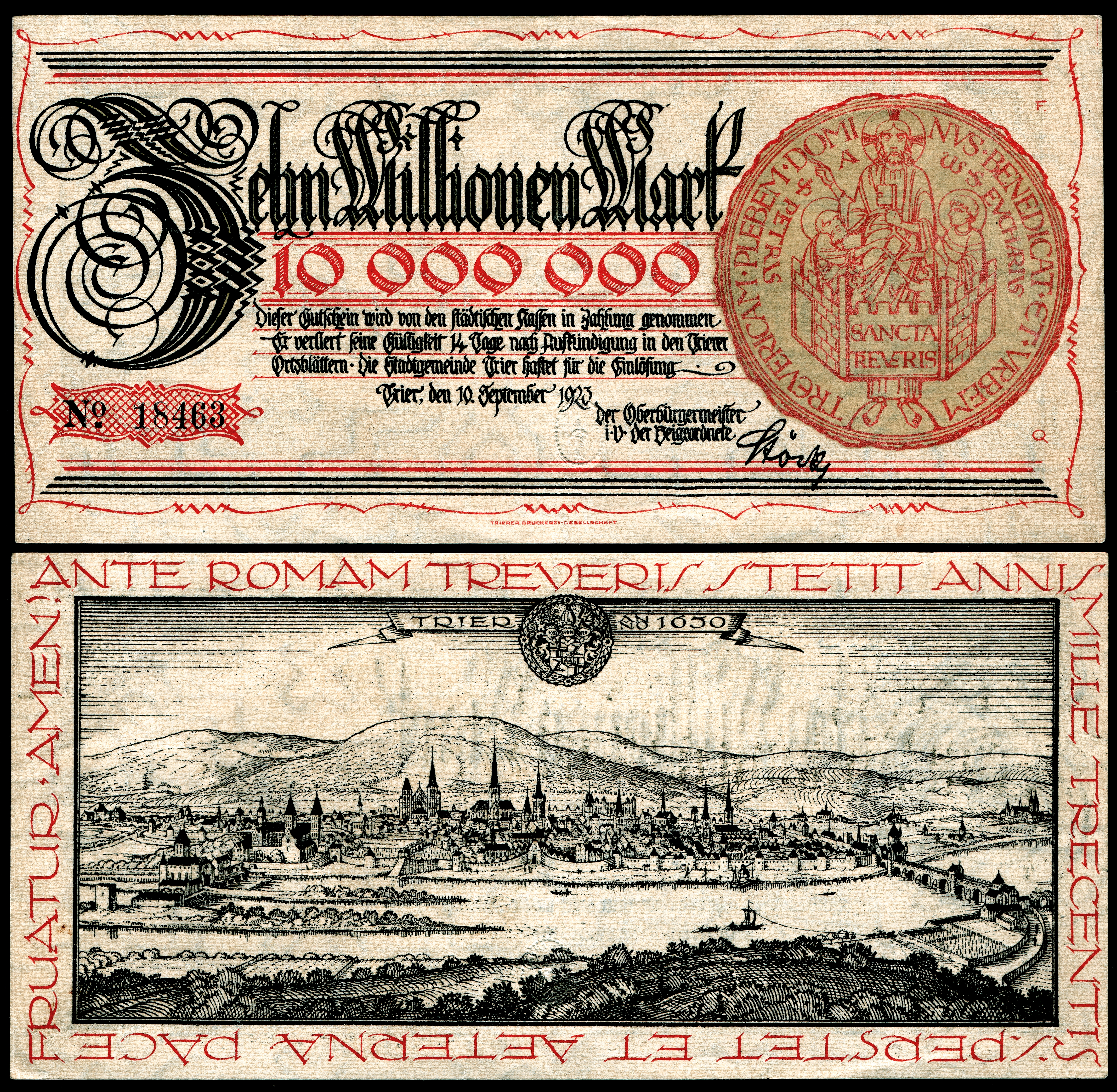
Trier
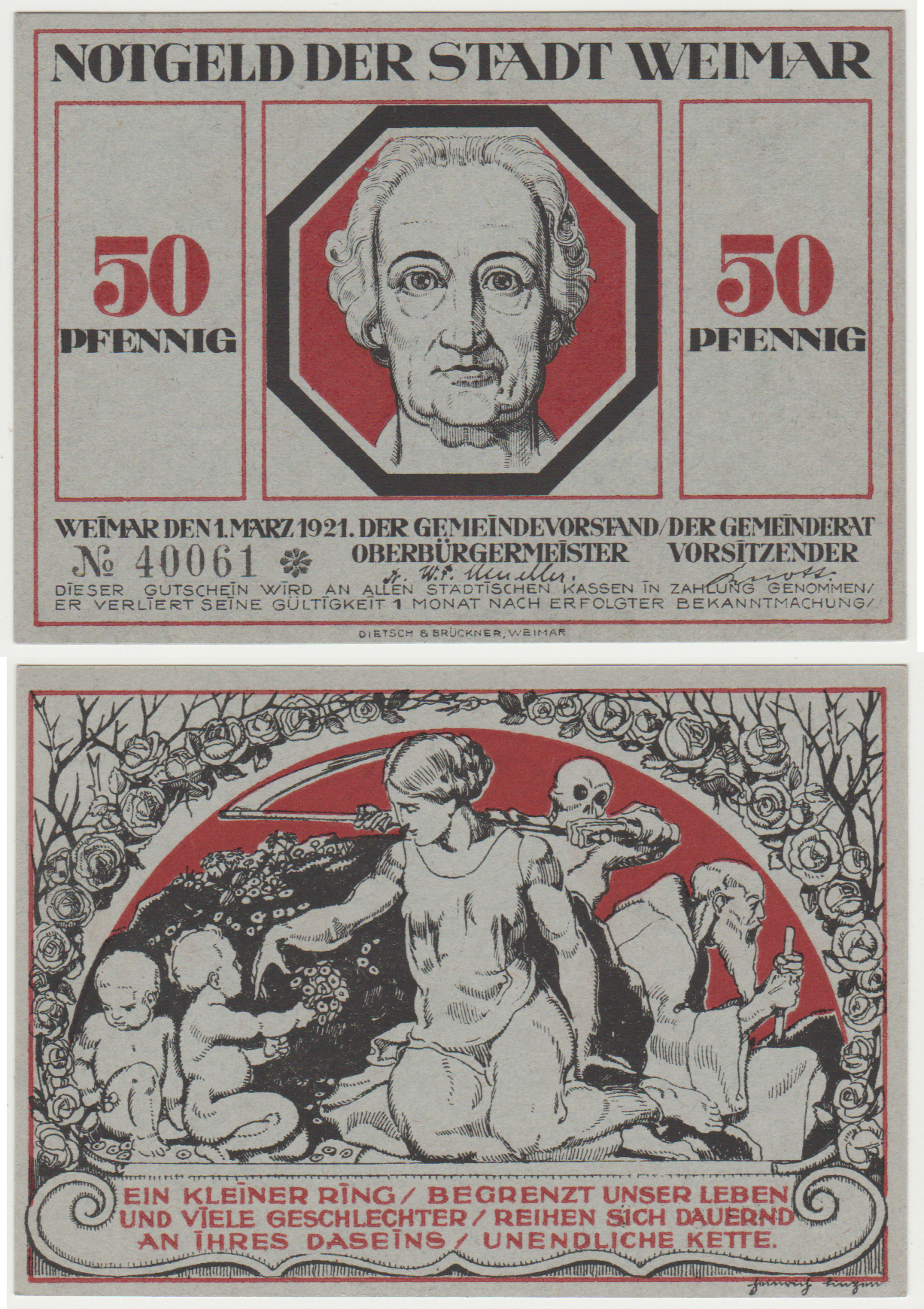
Weimar
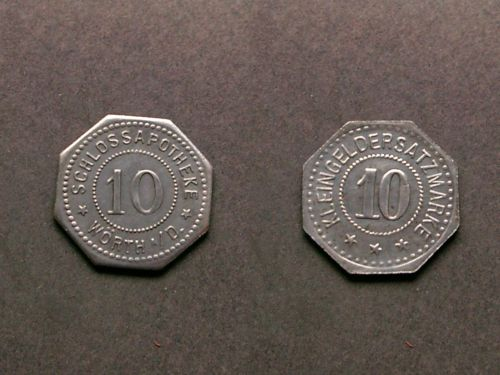
Wörth an der Donau Schlossapotheke